# Іспанське бароко

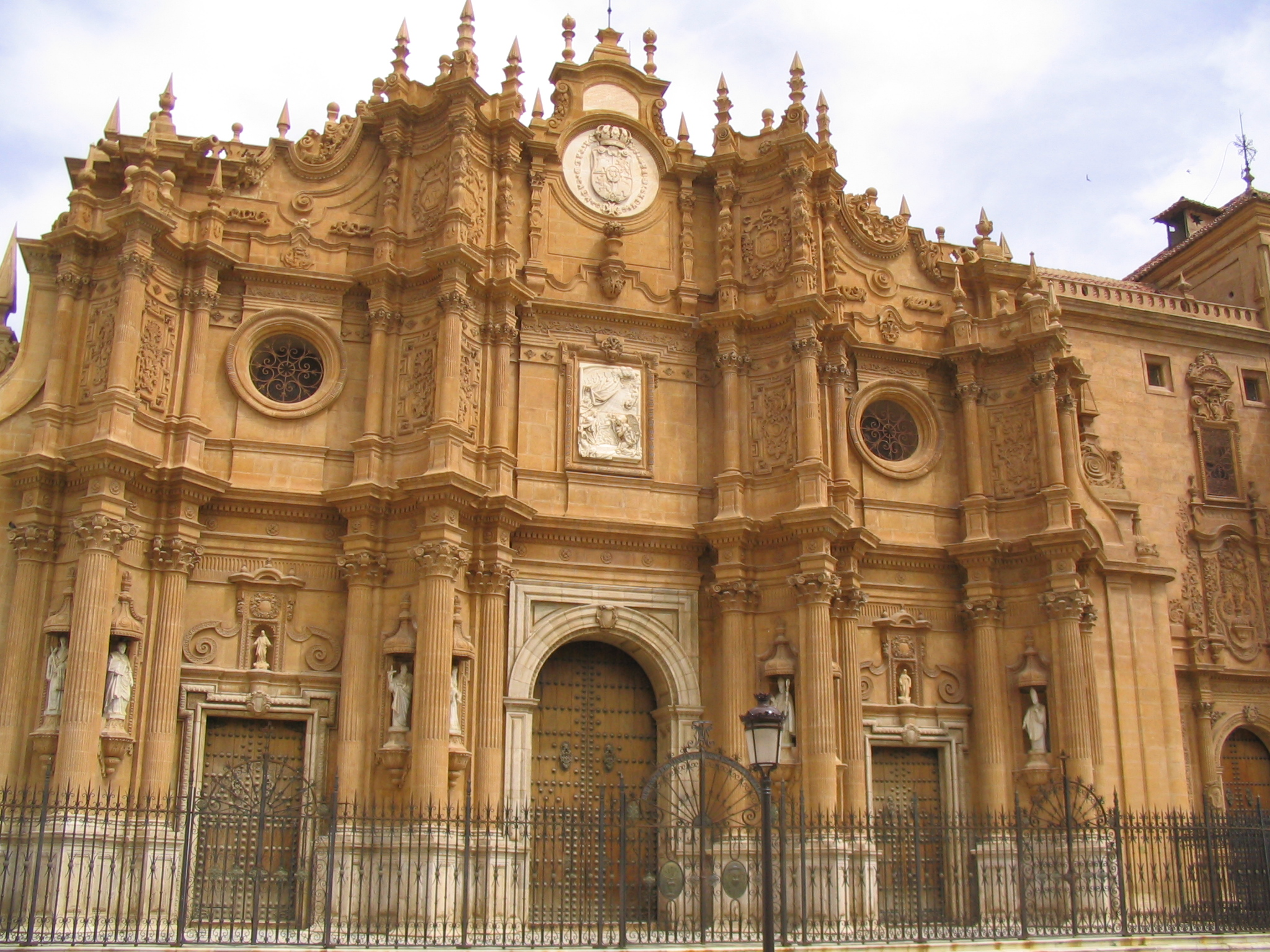
Місто Гуадікс, провінція Гранада. Бароковий фасад катедрального собору.

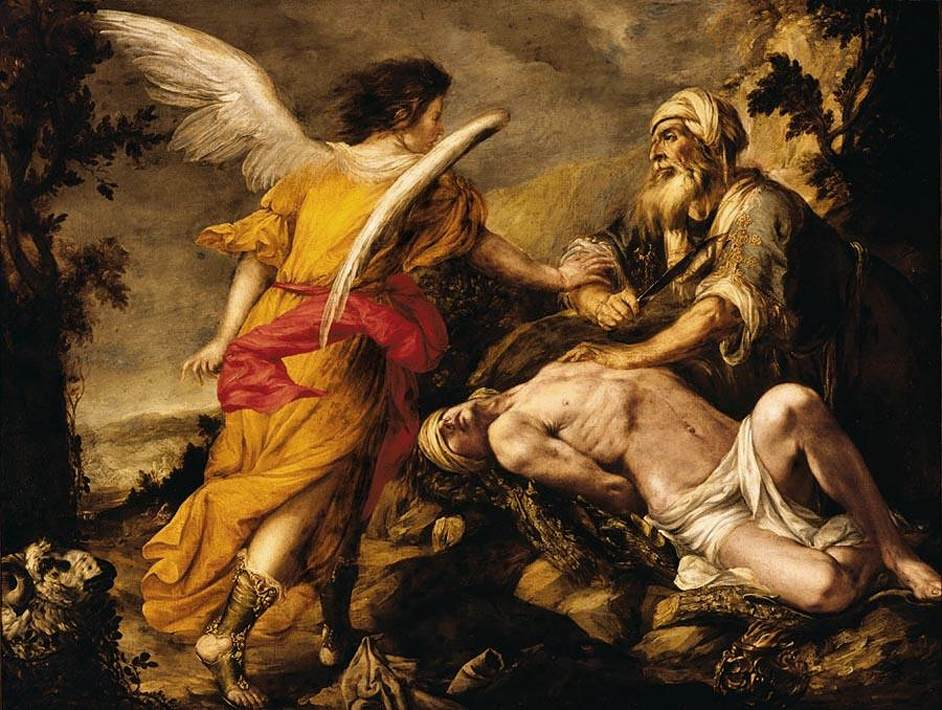
Хуан де Вальдес Леаль. «Жертвоприношення Авраама». Приватна збірка

Іспанське бароко — період розвитку національної культури Іспанії, що припав на XVII століття і тривав до середини XVIII століття.

## Передісторія іспанського бароко

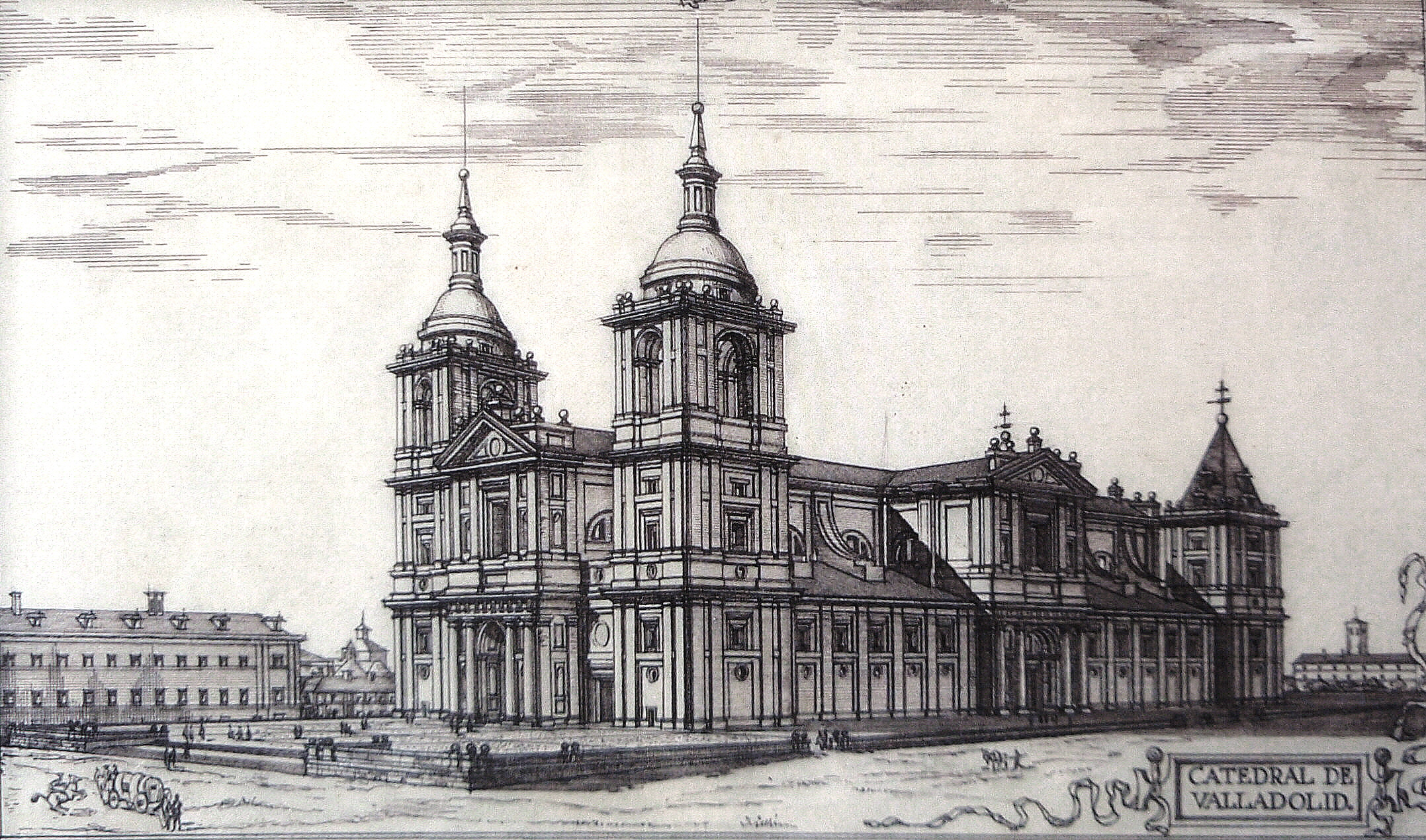
Арх. Хуан де Еррера. Проект собору Успіння, залишився недобудованим, Вальядолід

Початок доби Відродження пов'язують з 2-ю половиною XV століття. Іспанія прийшла до неї з запізненням у порівнянні з найрозвиненішими країнами Європи — Нідерландами та Італією. На відміну від Італії, залишки античних споруд та антична скульптура, античні форми як такі, не мали впливу на мистецтво країни. Показовим було, наприклад, зображення Геракла не оголеного, а як середньовічного лицаря в обладунках. З античним героєм його пов'язувало лише ім'я. Відродження прийшло у Іспанії як чергова мода і помітно відбилося у архітектрурі. Однак запозичені з Італії архітектурні форми використані своєрідно, незвично для Італії з її потягом до монументальності і чистоти стилю. У Іспанії, де тривалий час престижними і рідними були образи середньовічної архітектури, ренесансі форми доповнювали орнаментикою, без якої оголено-монументальні форми вважали некрасивими. Низка іспанських архітекторів не працювала у Італії  нові архітектурні форми сприймала від гравюр і архітектурних видань. Постійною практикою було відозмінення чи доповнення запозичених та використаних форм.
Відносно коротка доба іспанського відродження породила у місцевій архітектурі компромісні варіанти і швидко перейшла до стилістики маньєризму або безорнаментального стилю Еррери.
В порівнянні з Нідерландами чи Італією Іспанія не дала також значних фігур в живопису Відродження на кшталт Мазаччо, Доменіко Гірляндайо, Сандро Боттічеллі, Джорджоне, Джованні Белліні, хоча регіональні мистецьки центри Арагону, Каталонії, Валенсії тяжіли до мистецтва Італії, а Кастилія — до мистецтва Нідерландів.

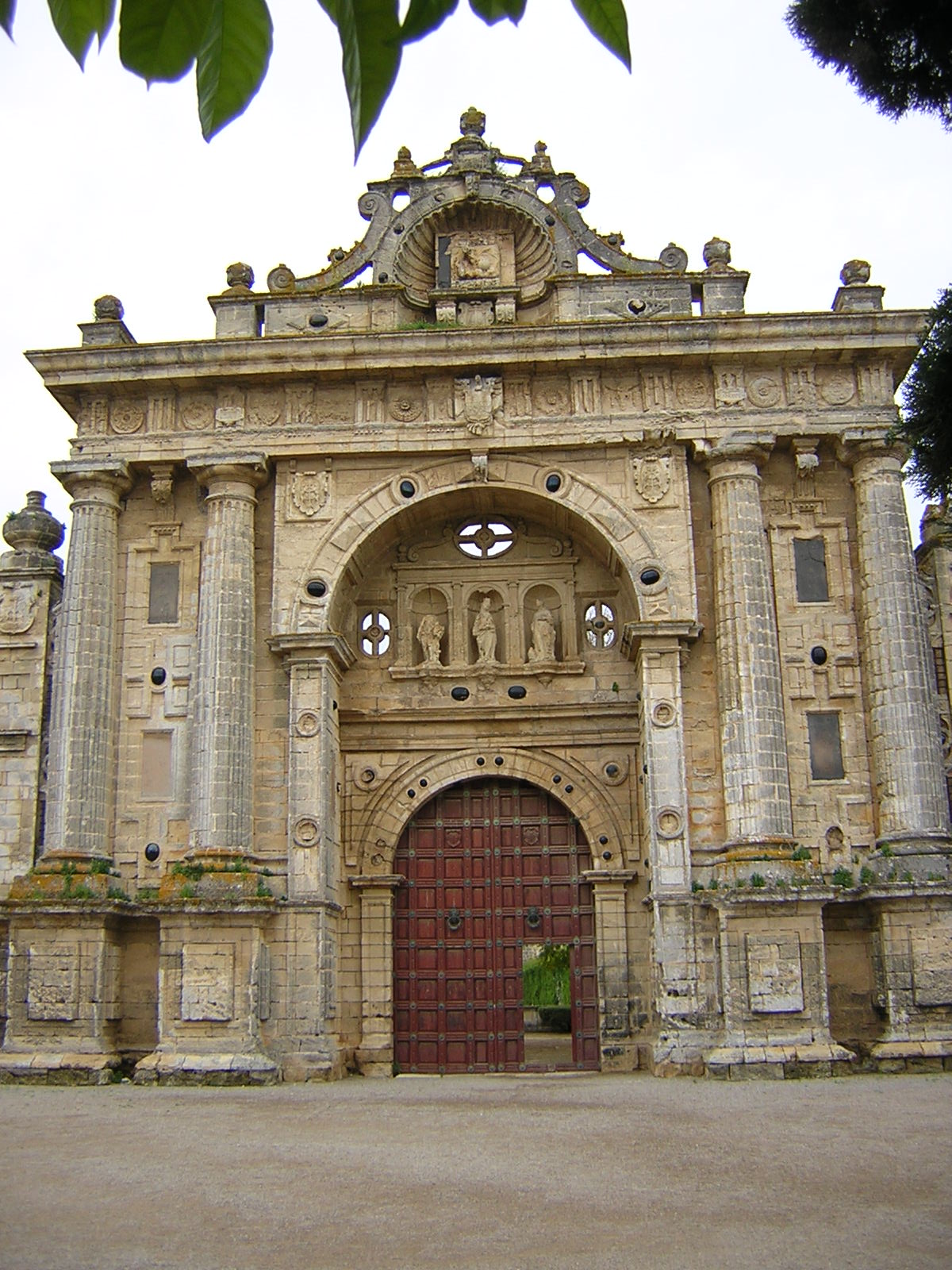
Місто Кадіс, парадна брама до монастиря де ла Картіха де Нуестра Сеньйора де ла Дефенсіон в стилі іспанського відродження, після 1571 р.
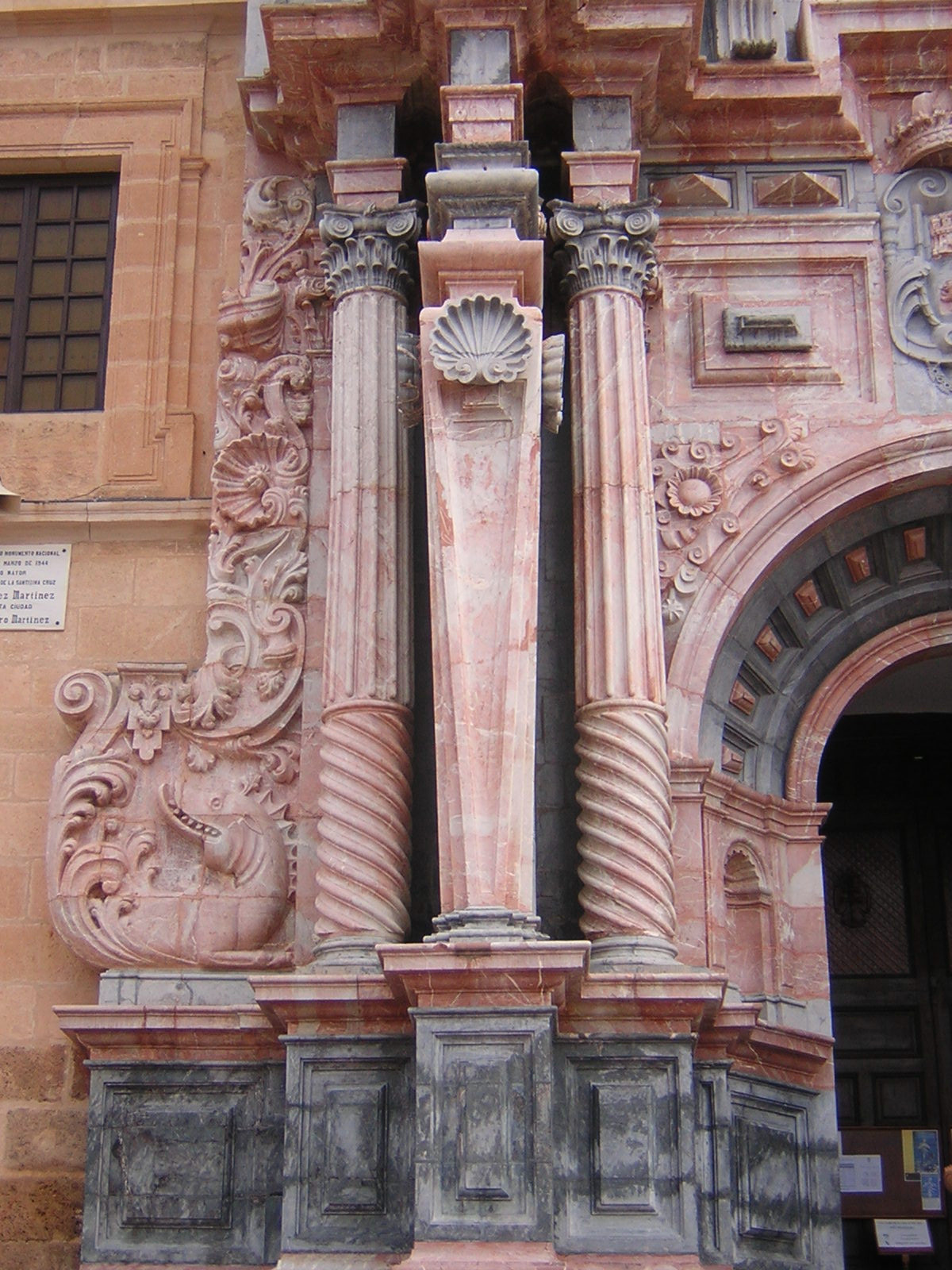
Місто Каравака, Мурсія, базиліка ла Вера Крус. Декор парадної брами базиліки

## Барокова архітектура у Іспанії

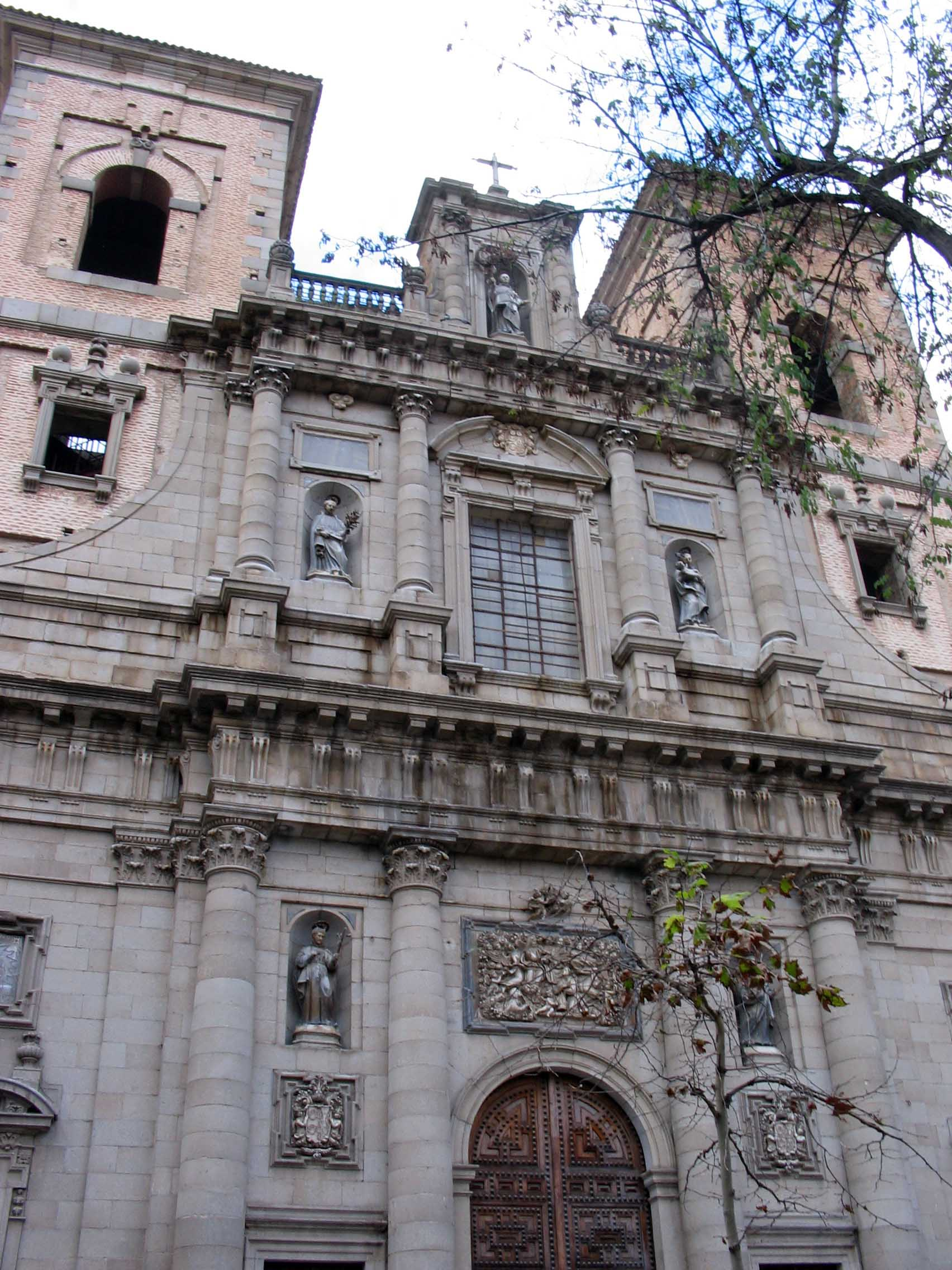
Архітектор-чернець Франсіско Баутіста. Церква Івана Хрестителя, м. Толедо.

Архітектура у Іспанії в XVII столітті розвивалась у протистоянні з настановами архітектора Хуана де Еррери та його послідовників. Безорнаментальний стиль, запропонований ним, з оголеними поверхнями стін і мінімалізмом виразних деталей, йшов всупереч із прагненнями декоративності і пишності, притаманним як стилю бароко, так і прагненням до пишності самого народу, вихованого на пишності тропічної природи у південних землях Іспанії і на прагненні створити для храмів якнайкраще. Це « якнайкраще» пов'язувалось саме з декоративністю і пишністю, звідси така безмежна пишність іспанських вівтарів (ретабло). Ніякі впливи ордерної архітектури чи нових архітектурних чи орнаментальних запозичень не стримували пишності вівтарів, а лише додавали нові елементи до вже існуючсого арсеналу декоративних оздоб. Згодом ця пишність і буяння декоративності виплеснуться і на парадні фасади численних католицьких храмів, і на облямування парадних порталів світських споруд. Можливо, ніде усі надмірності стилю бароко не виявились так повно, як при створенні декору ретабло та пишних храмових фасадів і порталів.
Важливою особливістю барокової архітектури Іспанії була відсутність чистоти стилістики бароко. Це йшло як від невизнання в Іспанії канонічних зразків римського бароко  в архітектурі, так і від самостійності іспанських архітекторів, що не бували у Римі і не бачили зразків римського бароко, а працювали на власний розсуд. Звідси такі помітні розбіжності у барокових пам'ятках королівства Іспанії, що було і століттями залишалось конгломератом окремих земель із власними художніми центрами, власними культурними традиціями і навіть власними мовами.
Запровадження стилістики бароко йшло двома шляхами. Бароко привітали як королі Іспанії, так їхнє придворне оточення, що мали інтернаціональні смаки, помітно відмінні від низової іспанської культури. Звідси вивіз в Іспанію барокового живопису Італії і, особливо, барокового живопису Фландрії. На працю у Мадрид приїздив такий метр барокового живопису і парадного портрету, як Пітер Пауль Рубенс.
Другим шляхом формування іспанського бароко була низова культура іспанських підлеглих короля, смаки котрих помітно відрізнялись від смаків іспанської аристократії і королівської родини.
Іспанська барокова архітектура припала на початок кризи в іспанській політиці і іспанській економіці. Архітектори в реальній практиці мало рахувались з розрахунками і проектували вельми пишні фасади. Наслідками були довгобуди, коли будівельно-декораторські роботи розпочинали і потім покидали — на століття через брак грошей. 
Крізь іспанську економіку протекла справжня ріка золота з американських колоній, котру безглузда іспанська аристократія витратила на розкоші і розваги, а не на розвиток промисловості. Золото іспанців перетекло у торговельно і бізнесово активні Нідерланди, Голландію і навіть Велику Британію, що розвинули власну економіку та почали перемагати нібито могутню Іспанії і на морі, і на суходолі.

## Зразки іспанської барокової архітектури XVII ст.

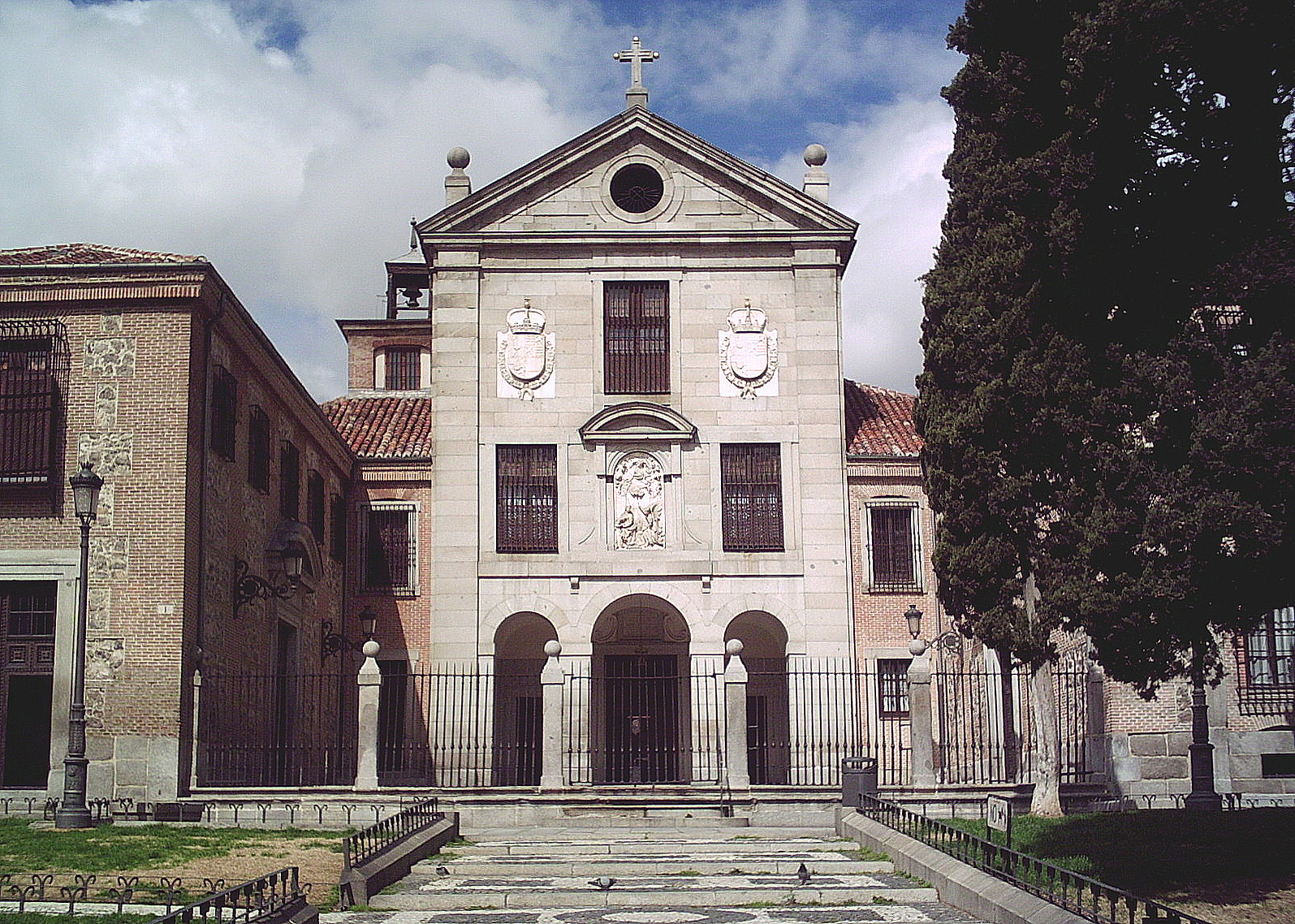
Королівський монастир де ла Енкарнасьйон, Мадрид.
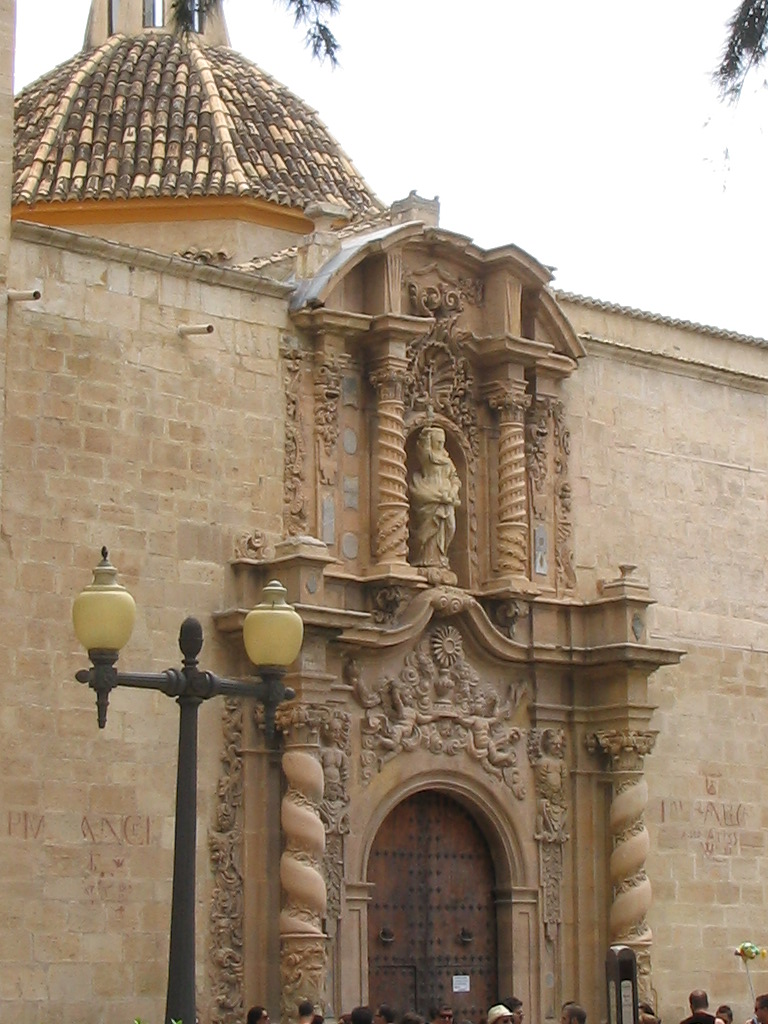
Оріуела. Бароковий портал церкви Сантьяго апостола
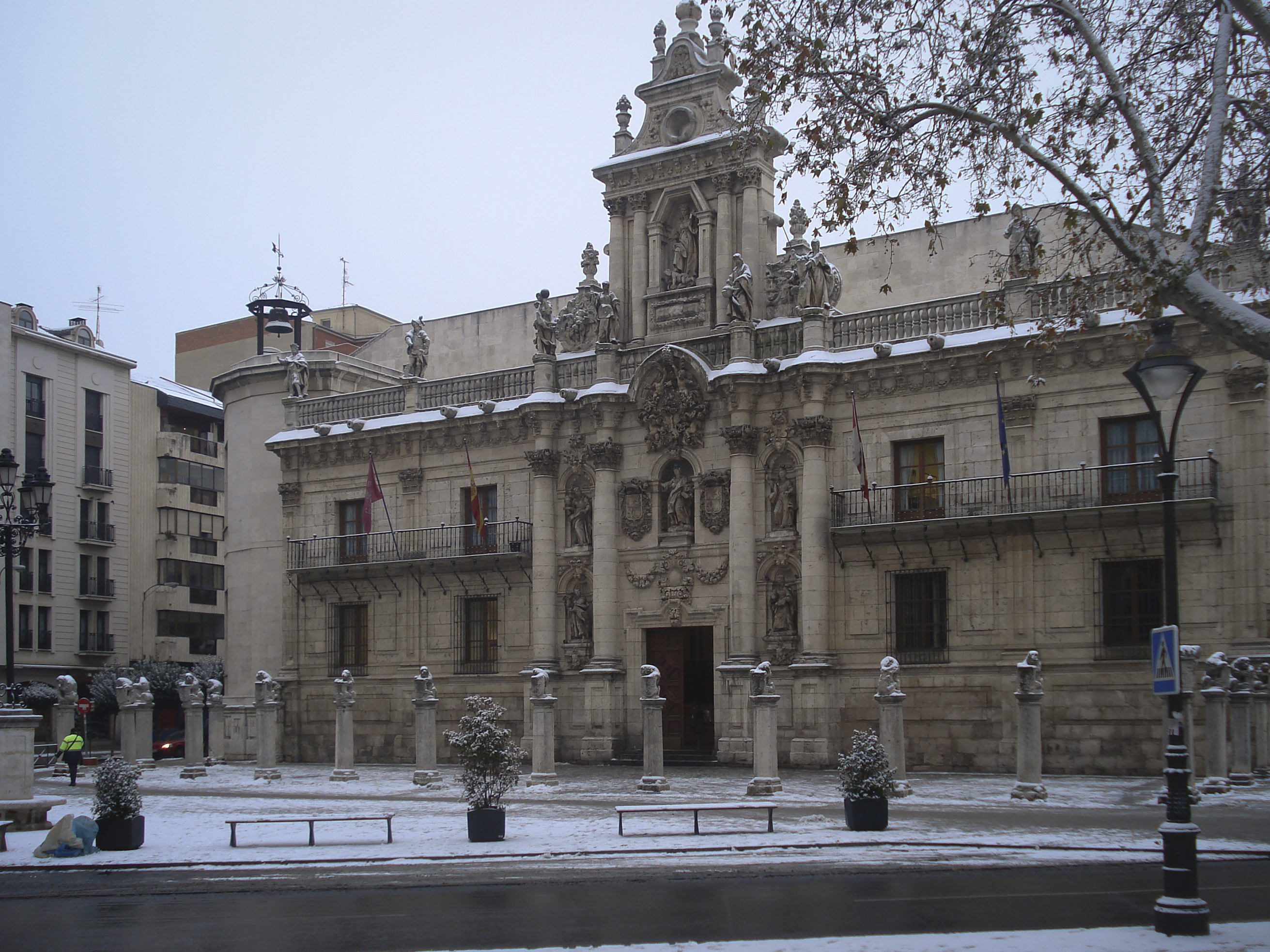
Вальядолід. Споруда університету, юридична школа
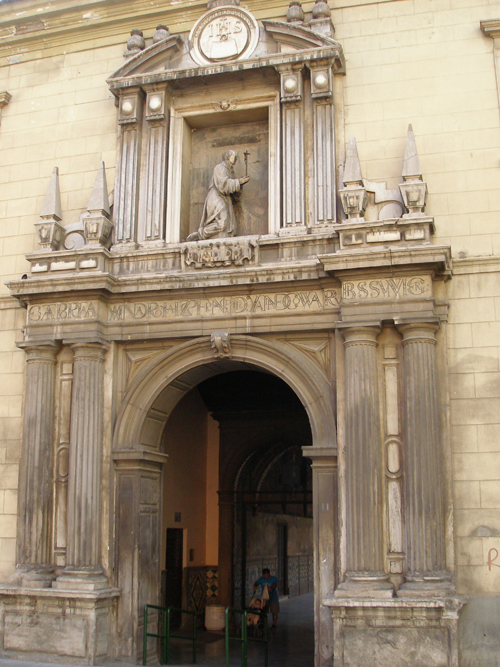
Гранада, портал шпиталю Сан Хуан де Діос, XVII ст
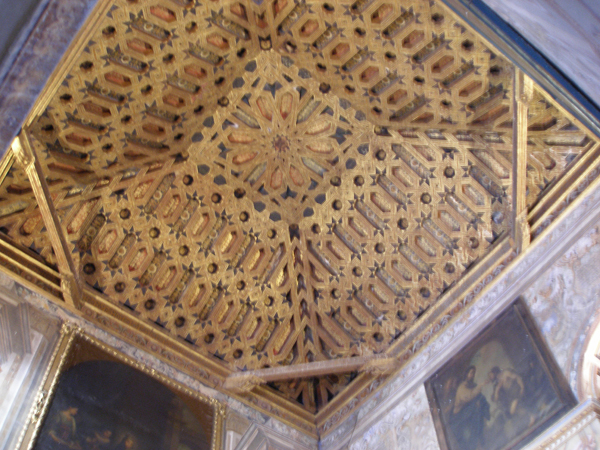
Гранада, шпиталь Сан Хуан де Діос, золочене дерев'яне склепіння
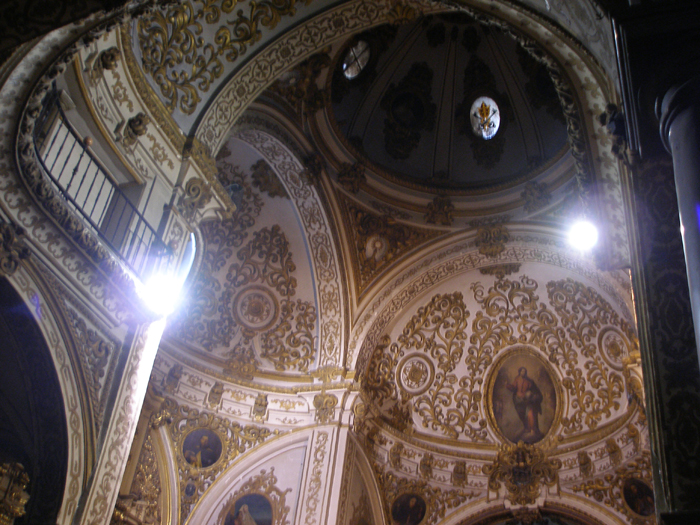
Гранада, стінописи в церкві шпитяля Сан Хуан де Діос
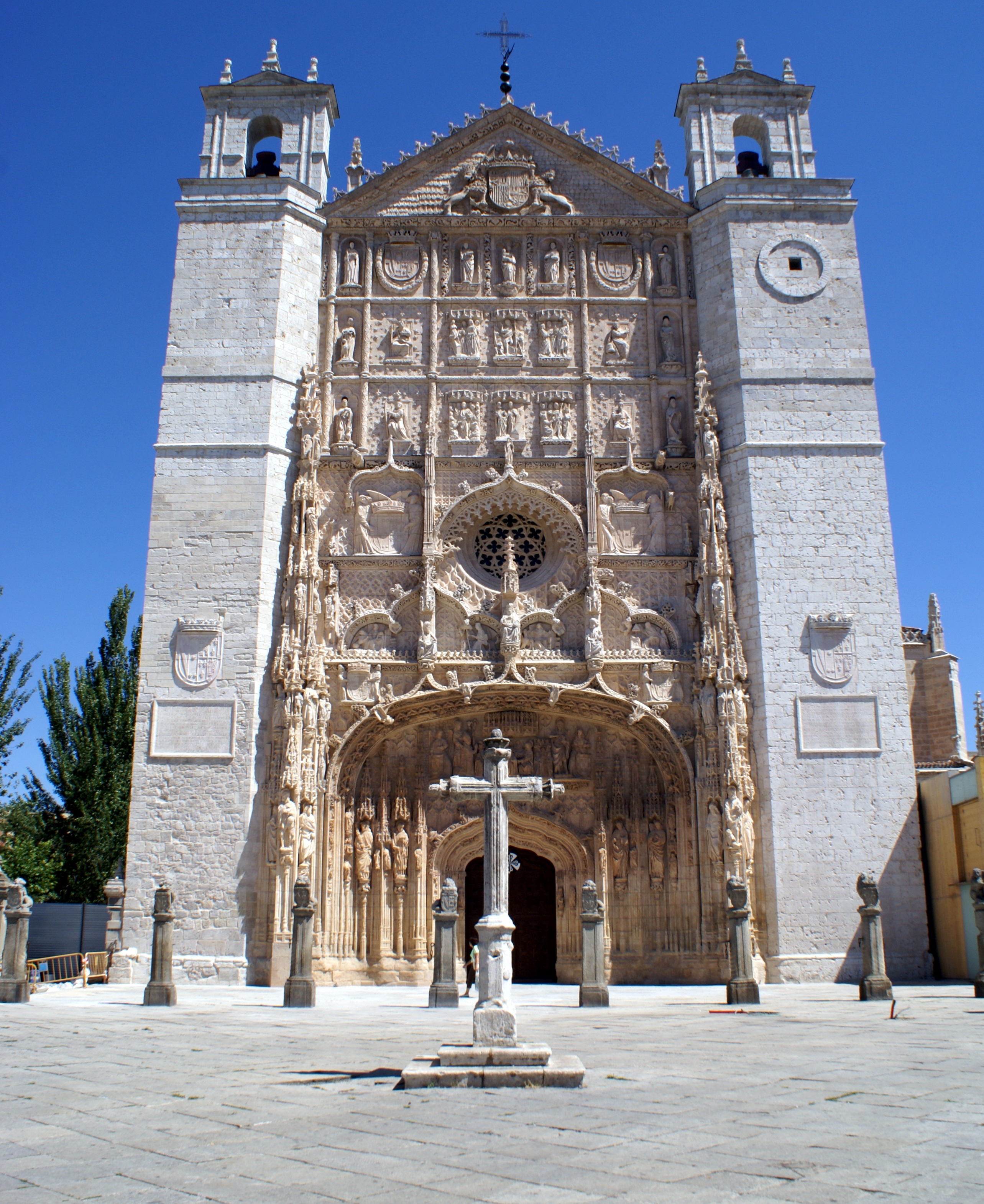
Вальядолід. Церква апостола Павла

## Архітектура пізнього бароко в Іспанії

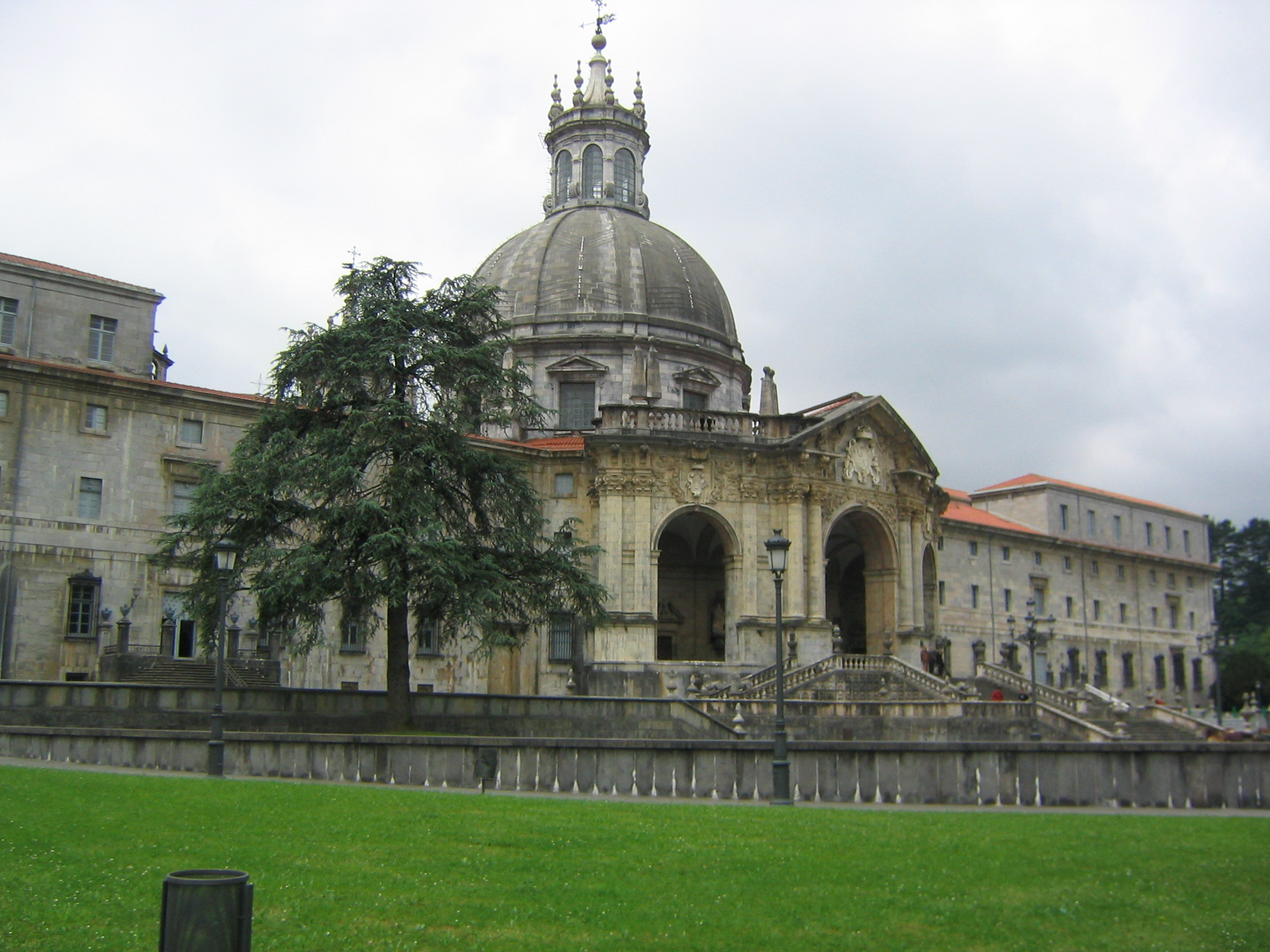
Карло Фонтана. Монастир Ігнатія Лойоли в селі, де той народився.

Етап розвиненого і пізнього бароко прийшовся на добу політичної і економічної кризи. Окремі споруди будують за проектами уславлених іноземців (Карло Фонтана. Монастир Ігнатія Лойоли в селі, де той народився). Але цим спорудам — не наслідують. В Іспанію запрошують низку іноземних майстрів, що як і колись, обслуговують могутню іспанську церкву, королівський двір і аристократію. Серед запрошених — архітектори Філіппо Ювара, Франческо Сабатіні, низка першокласних художників-іноземців, переважно декораторів — Лука Джордано, Джованні Баттіста Тьєполо. 

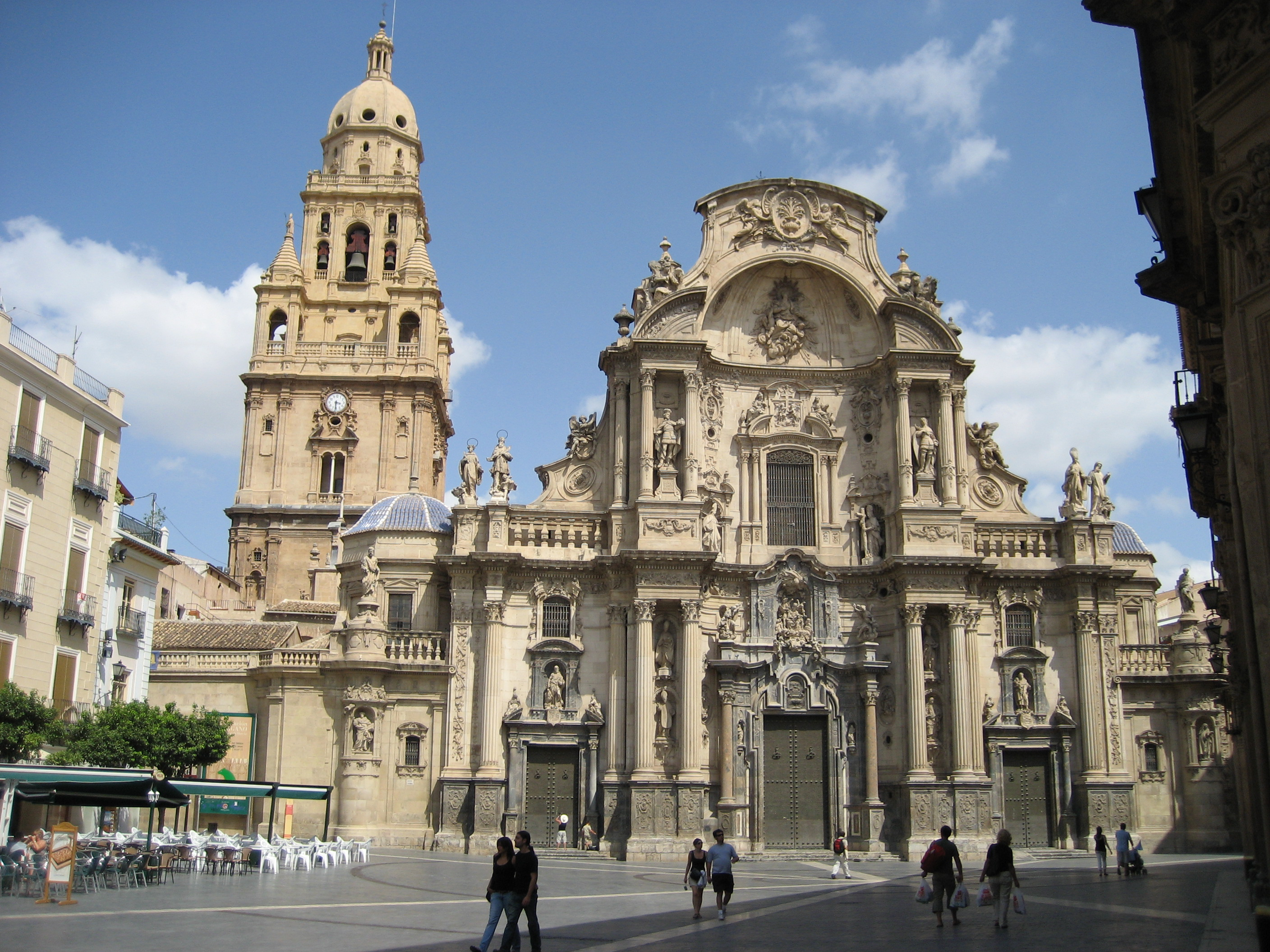
Мурсія. Катедральний собор, головний фасад 1737–1754 рр.
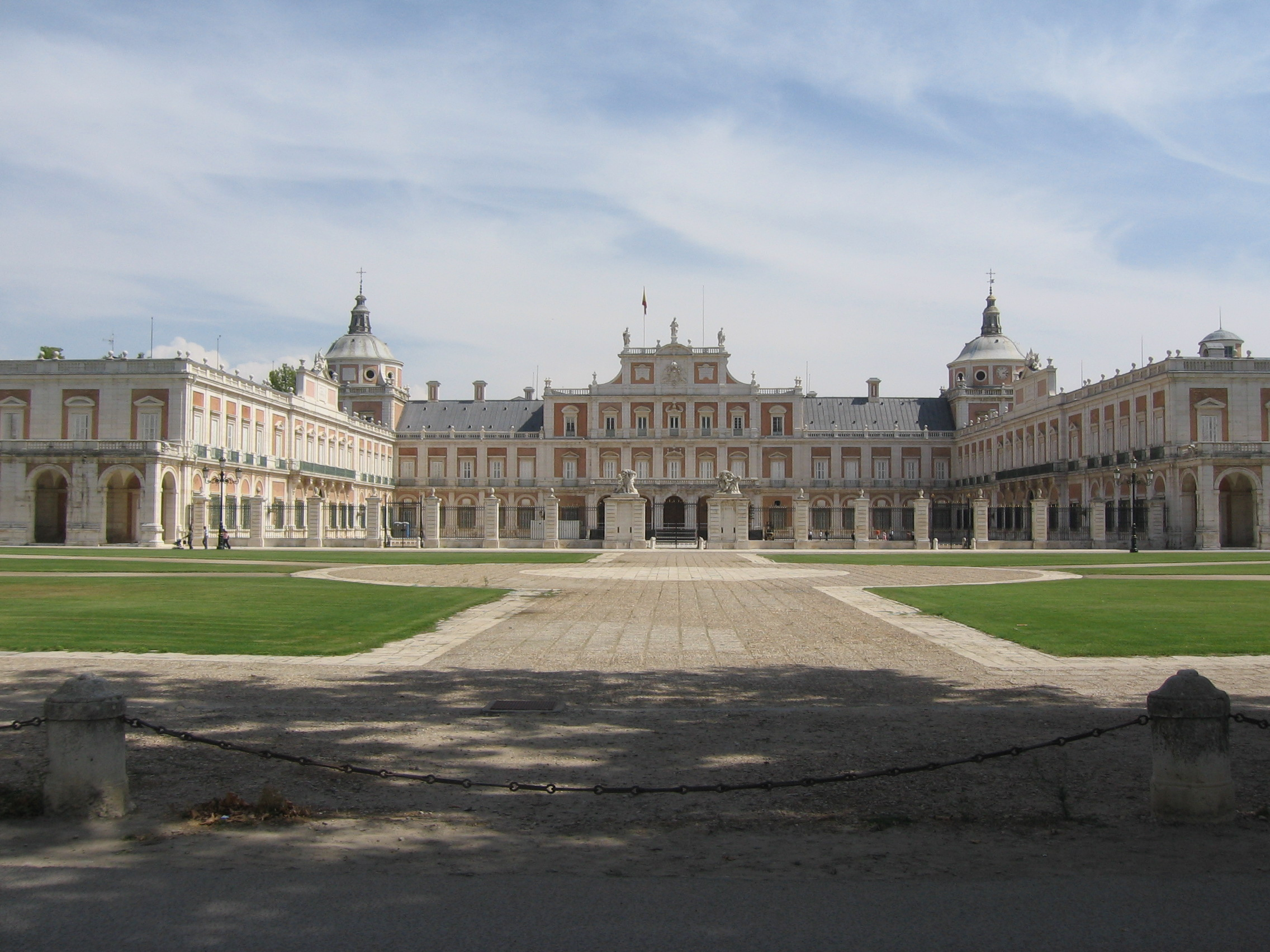
Королівський палац Аранхуес.
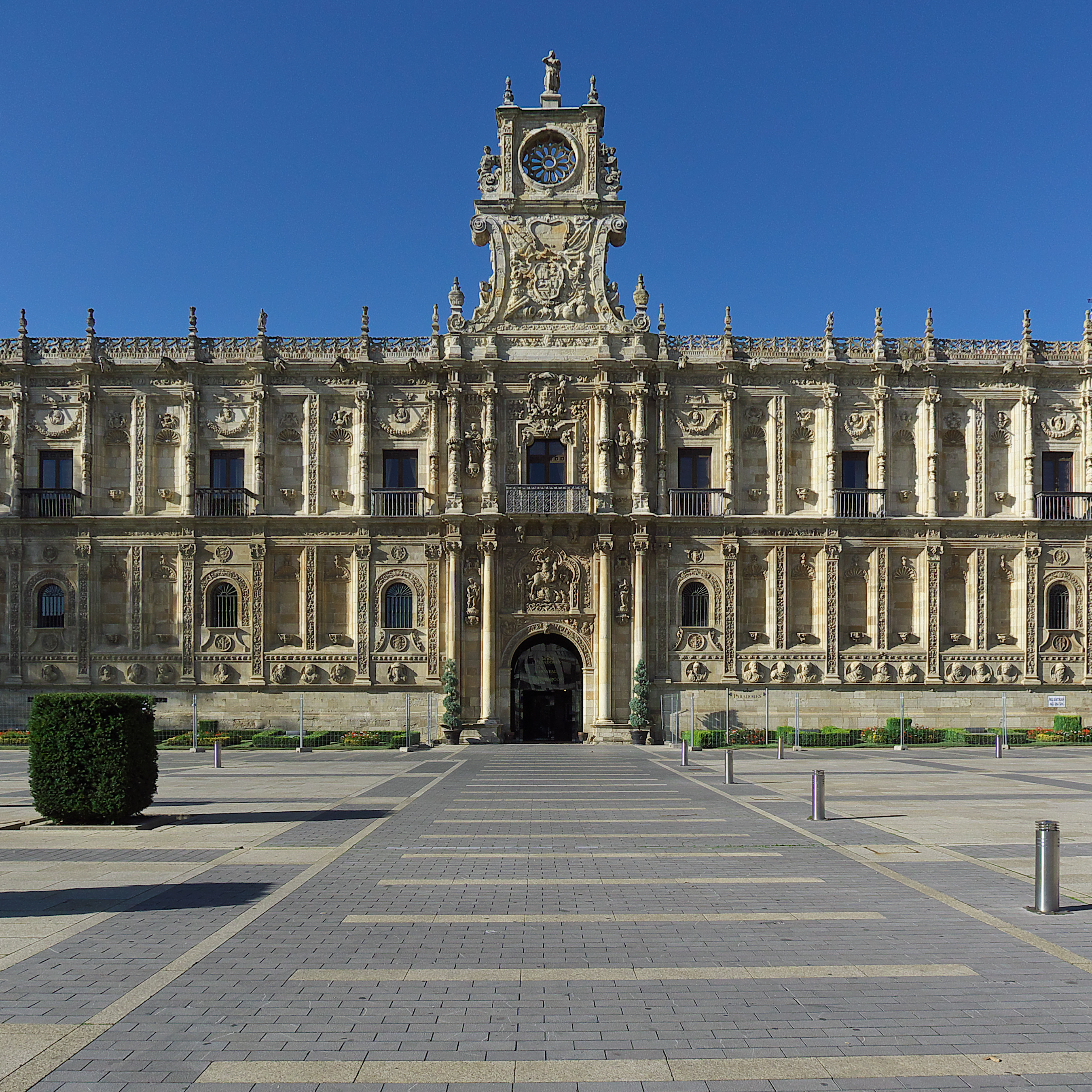
Монастир Сан Маркос, Леон, головний фасад (1707–1714 рр. )
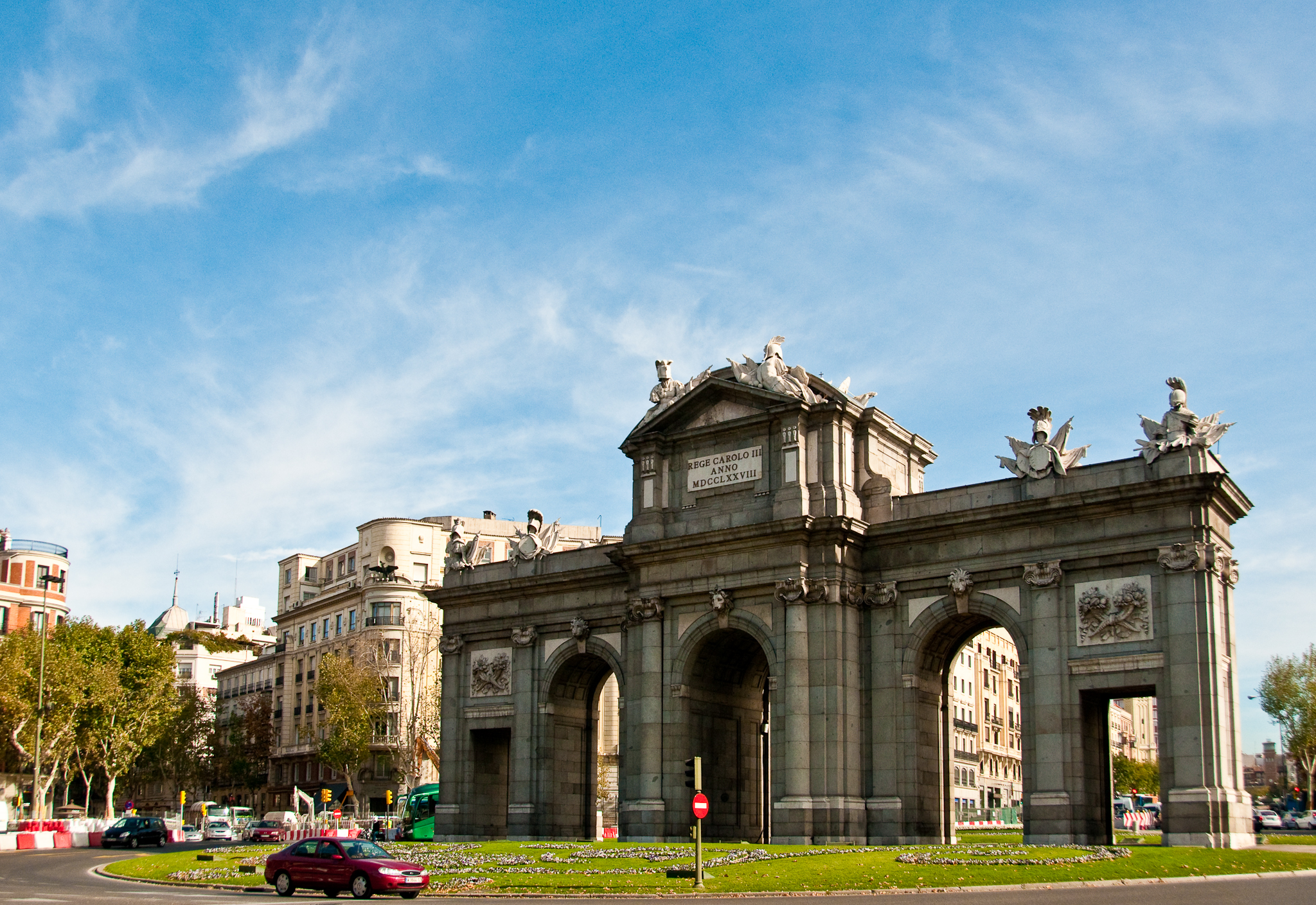
«Пуерта де Алкала», Мадрид.
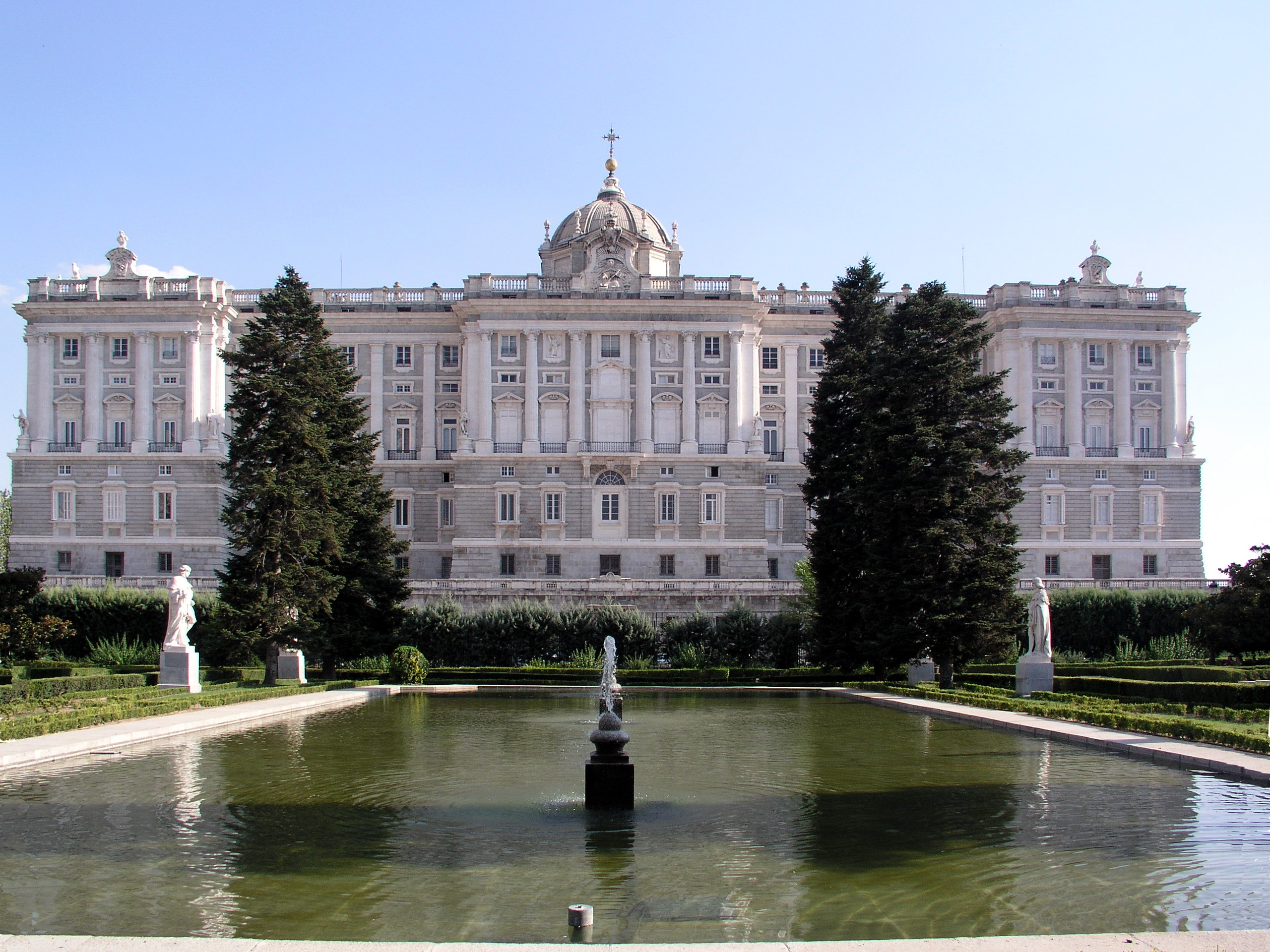
Філіппо Ювара. Мадрид, палац Орьєнте

## Барокова скульптура у Іспанії

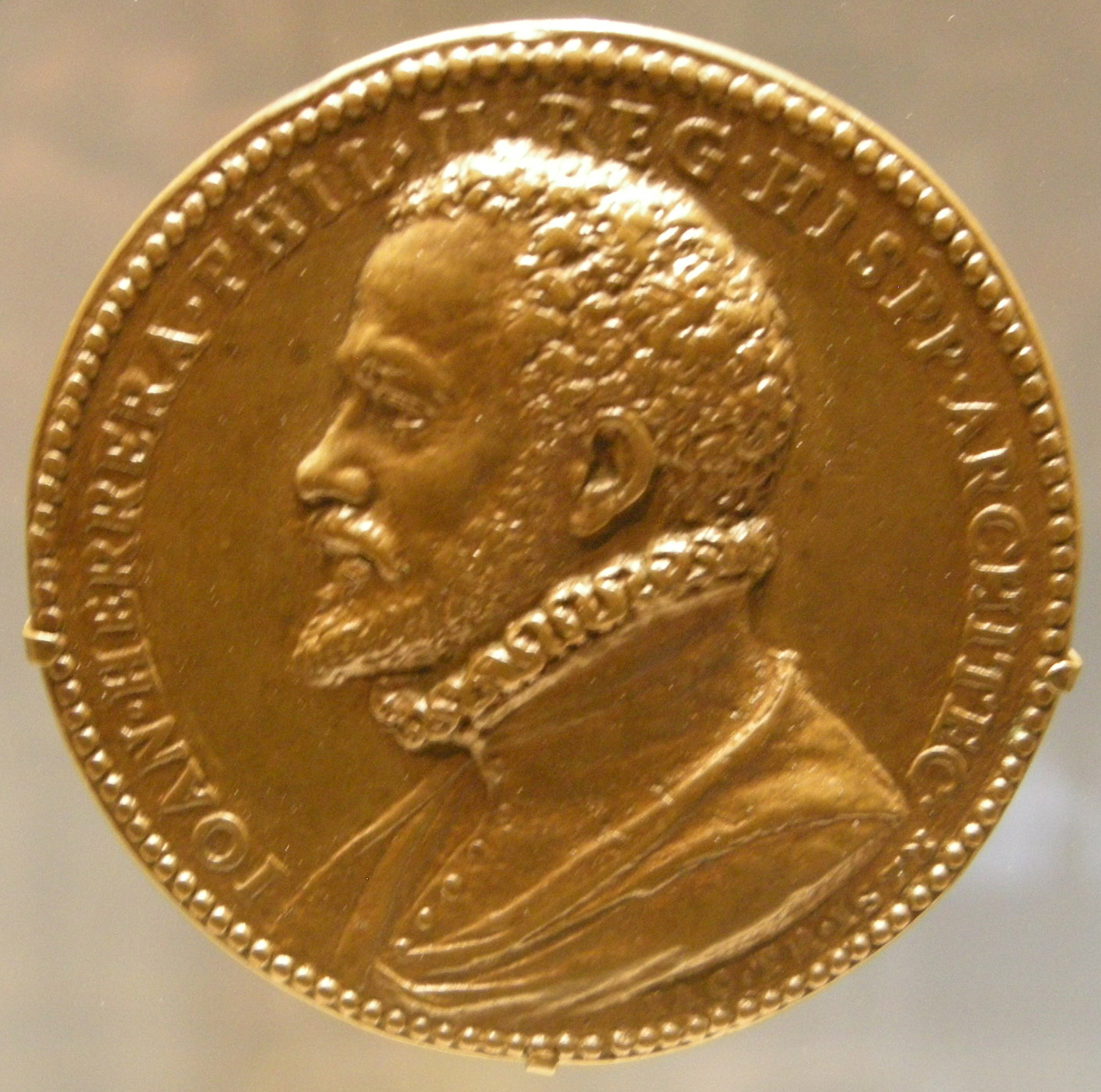
Медальєр Якопо да Треццо. «Хуан де Еррера». 1578 р.

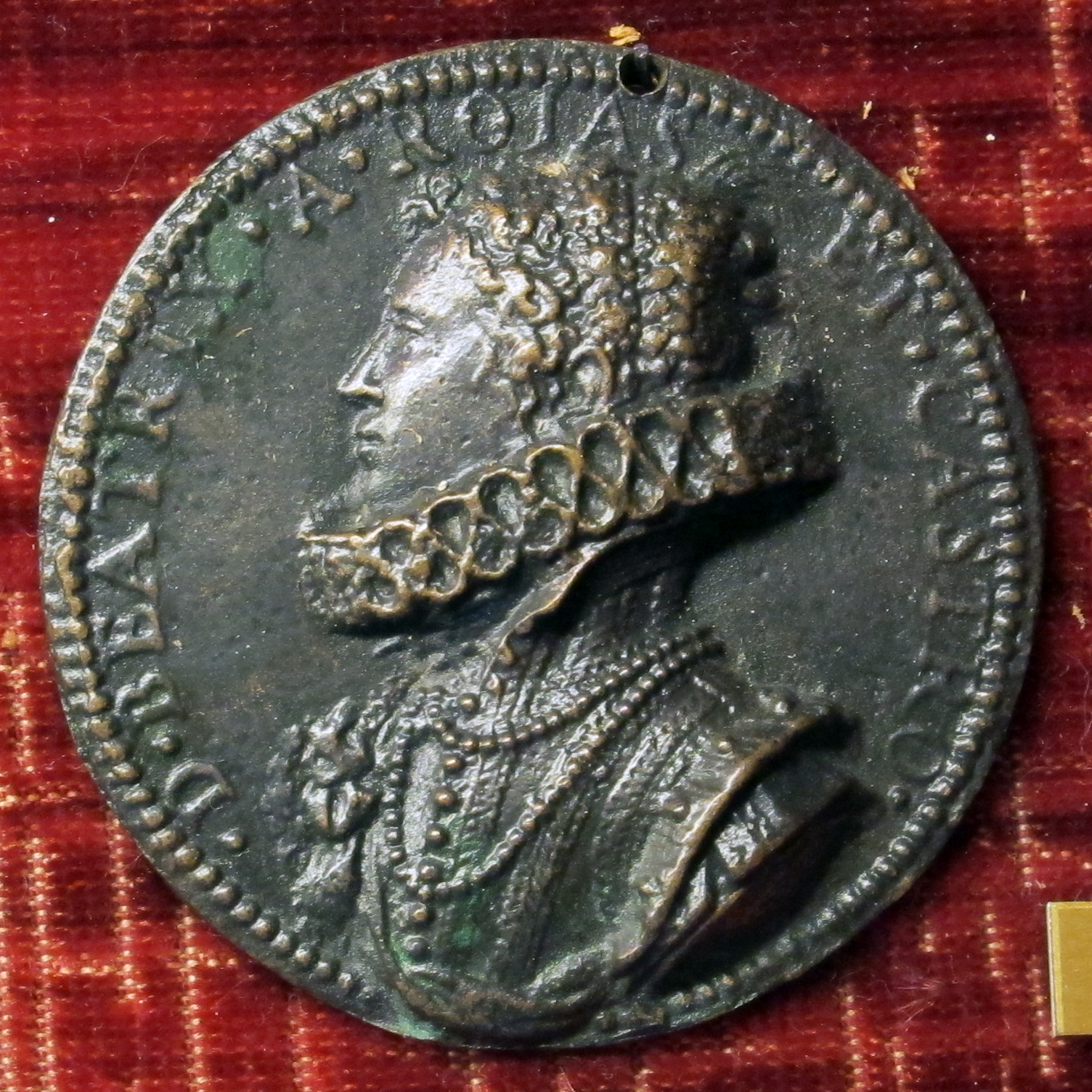
Медальєр Рутіло Гачі. «Беатріс де Рохас де Кастро»

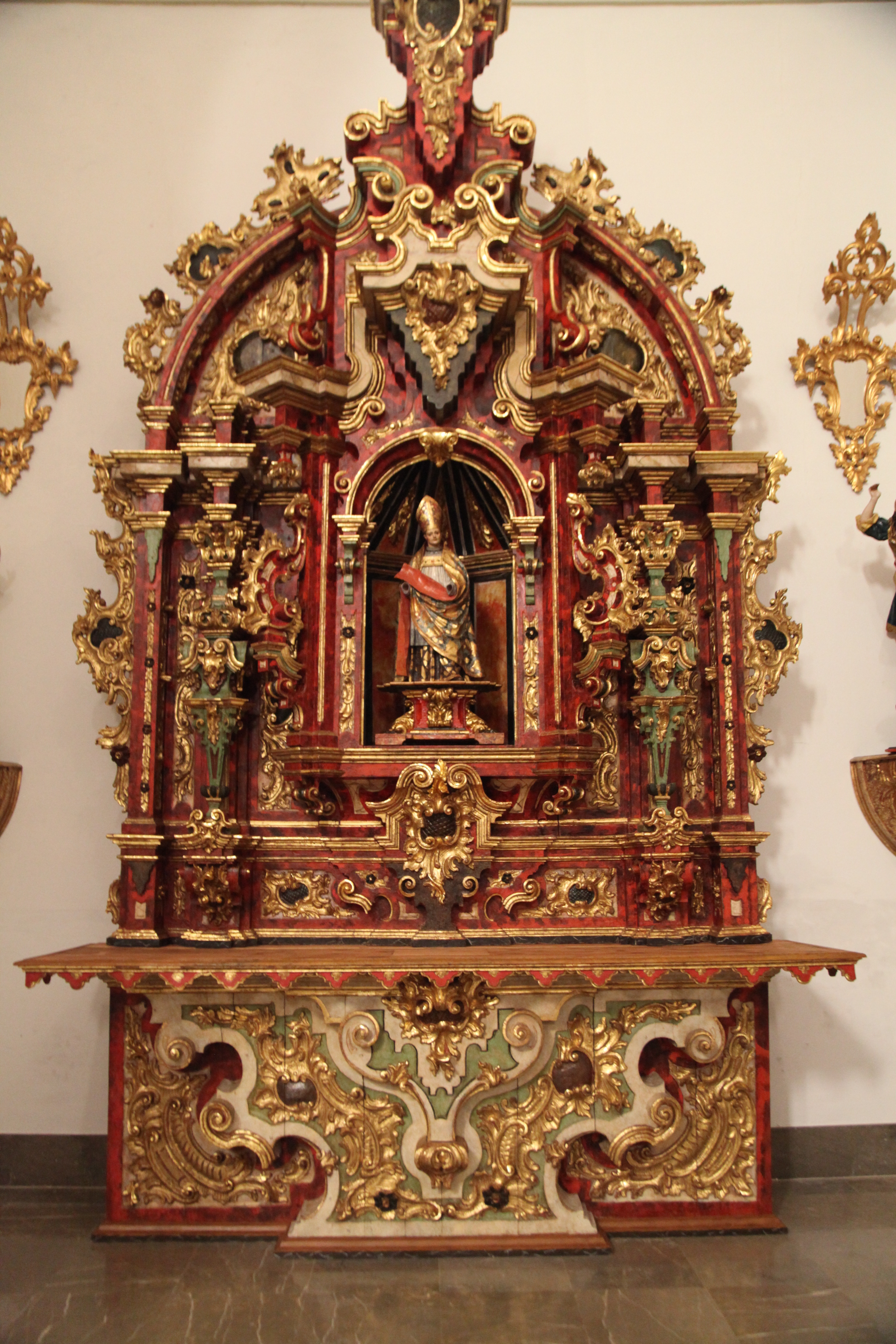
. Церква Санта Марія де ла Альгамбра, бічний вівтар.

Головуючою галуззю іспанської скульптури доби бароко була релігійна скульптура.Католицька церква в Іспанії, що міцно зрослася з загонами ще вояків доби реконкісти, на новому етапі стала могутньою силою підтримки іспанського абсолютизму і дедалі більше перетворювалась на репресивний апарат і форпост обскурантизму. Могутньо підкореними суворим настановам католицизму  були і всі іспанські університети, богословські факультети котрих випускали нову генерацію католицького священства, швидких як у дискусіях з опонентами, так і у переході до агресії при усяких відходах від затверджених католицьких догм і настанов.  Спалення єретиків були постійної практикою в Іспанії та її колоніальних володіннях. Показовими були як неписьменність більшості іспанських дворян і простого люду, так і їхнє роздратування у Нідерландах, де якраз більшість мешканців підіспанської на той час країни були письменними і спокійно читали священну книгу християн біблію самотужки — без контролю церкви (річ нечувана в Іспанії).
Головним замовником скульптури у країні таким чином опинилася католицька церква і численні іспанські монастирі численних католицьких орденів. Окрім виготовлення розкішно оздоблених ретабло (різновид іспанських вівтарів) у XVII столітті скульпторам дозволили виготовляти і станкову скульптуру релігійної тематики.
Єдиною світською галуззю, де розвинулась скульптура, в Іспанії був аристократичний портрет. Обожнення фігури короля та його родини відбилося у створенні скульптурних портретів. Віртуозні зразки портретів короля та його родини дав у Іспанії італієць Леоне Леоні, бо серед маньєристів -італійців було чимало відмінних майстрів портретного жанру. 
Додатковою галуззю з використанням портретів було медальєрне мистецтво, що було механічно перенесене у Іспанії з Італії як нова мода. Обидва різновиди  світського портрета були приналежністю  аристократичного мистецтва Іспанії і обслуговували тільки королівську родину та вищу аристократію. Виготовленням медалей теж переважно займались італійці (Рутіліо Гачі, Якопо да Треццо тощо). Так, Рутіліо Гачі (1570—1635), інженер, скульптор і медальєр, походив з Флоренції, що дала чимало відомих медальєрів, серед котрих і Массіміліано Сольдані. Рутіліо Гачі працював у Мадридському монетному дворі. Серед його творів віртуозно виконана медаль 1621 р. («Король Філіп IV») з нагоди отримання трона  молодим королем.
Але не в здобутках іспанської скульптури доби бароко були найбільші мистецькі досягнення. 

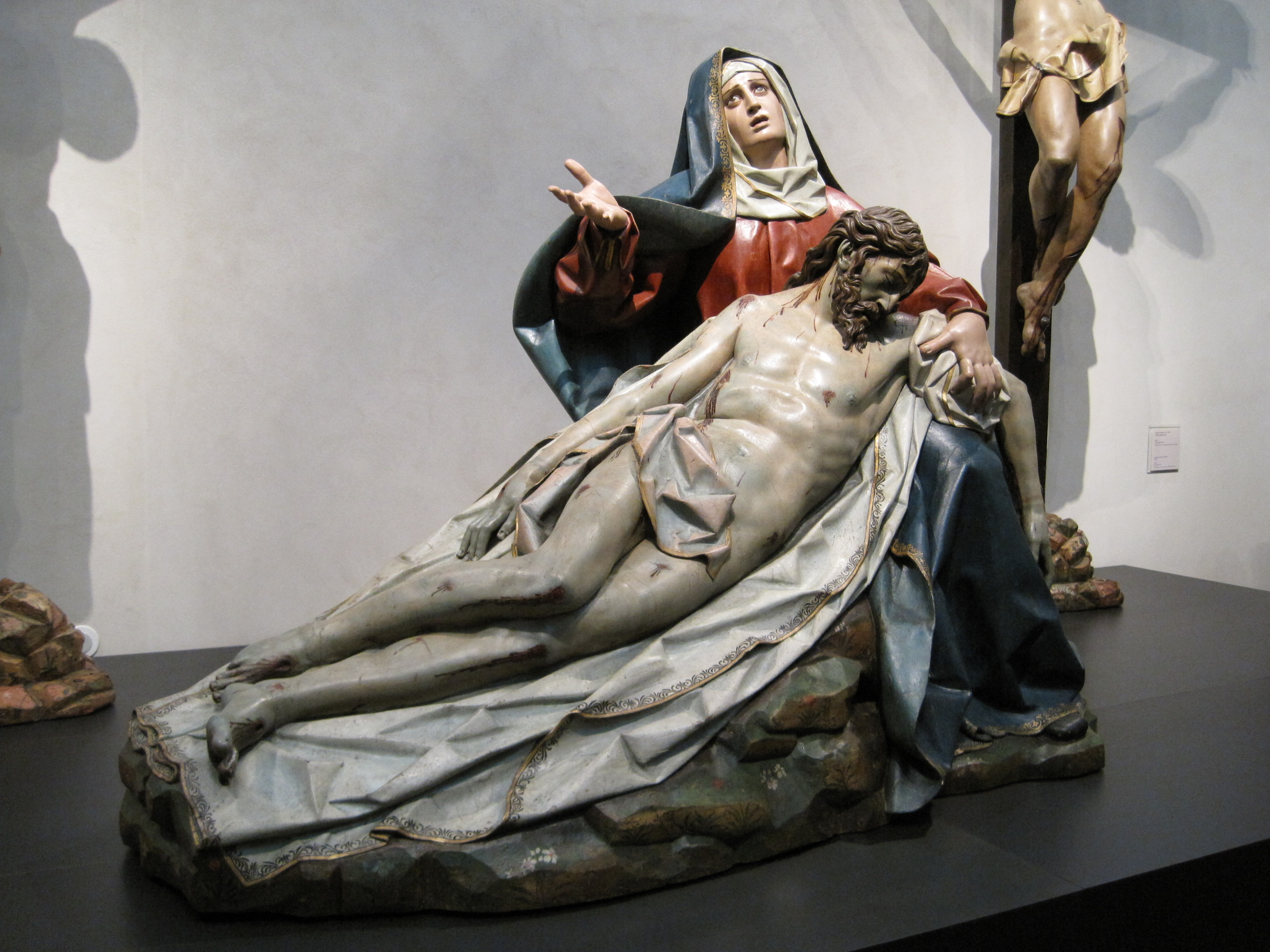
Грегоріо Фернандес. «Оплакування Христа», Національний музей колегії св. Григорія, Вальядолід

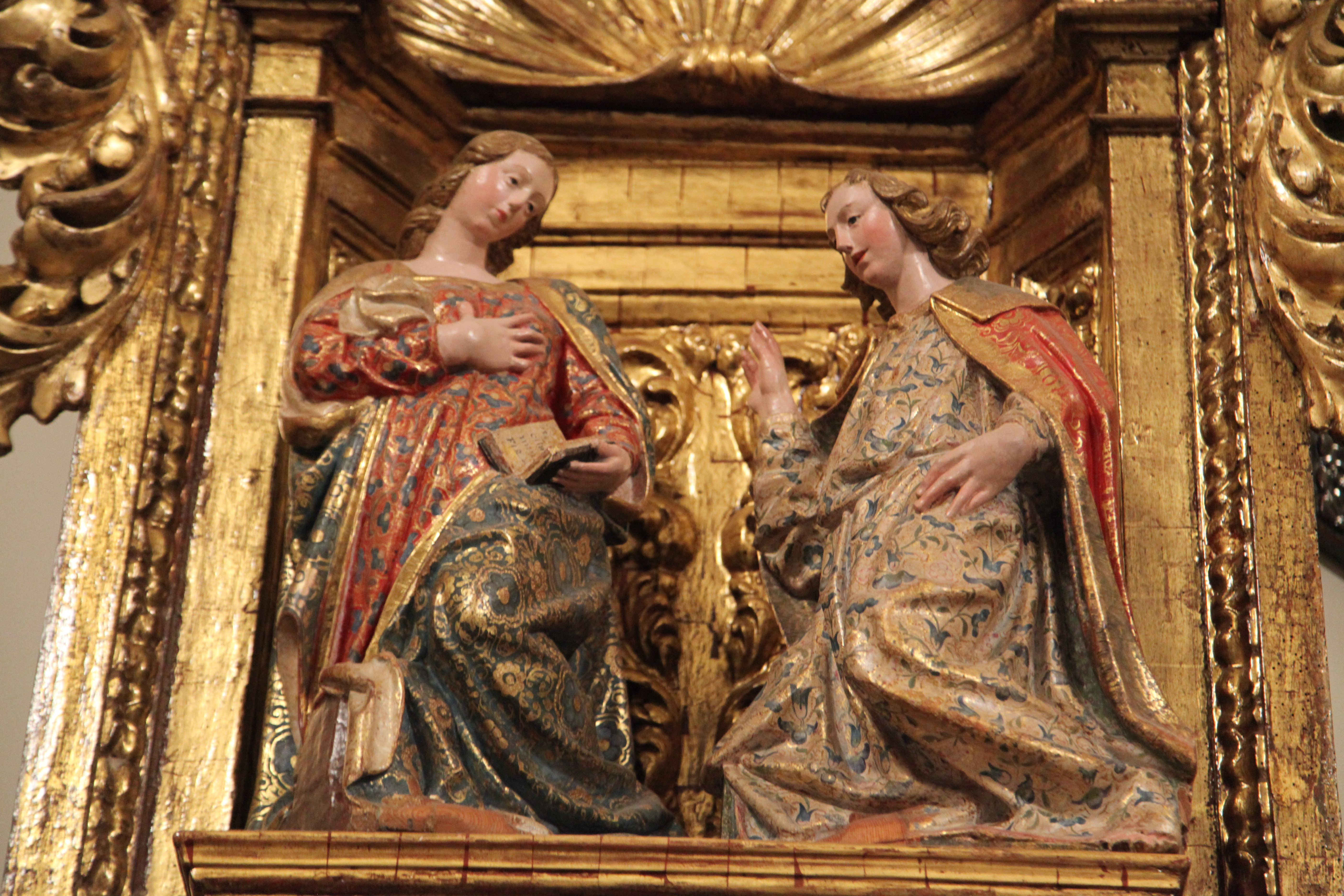
«Благовіщення». Церква Санта Марія де ла Альгамбра
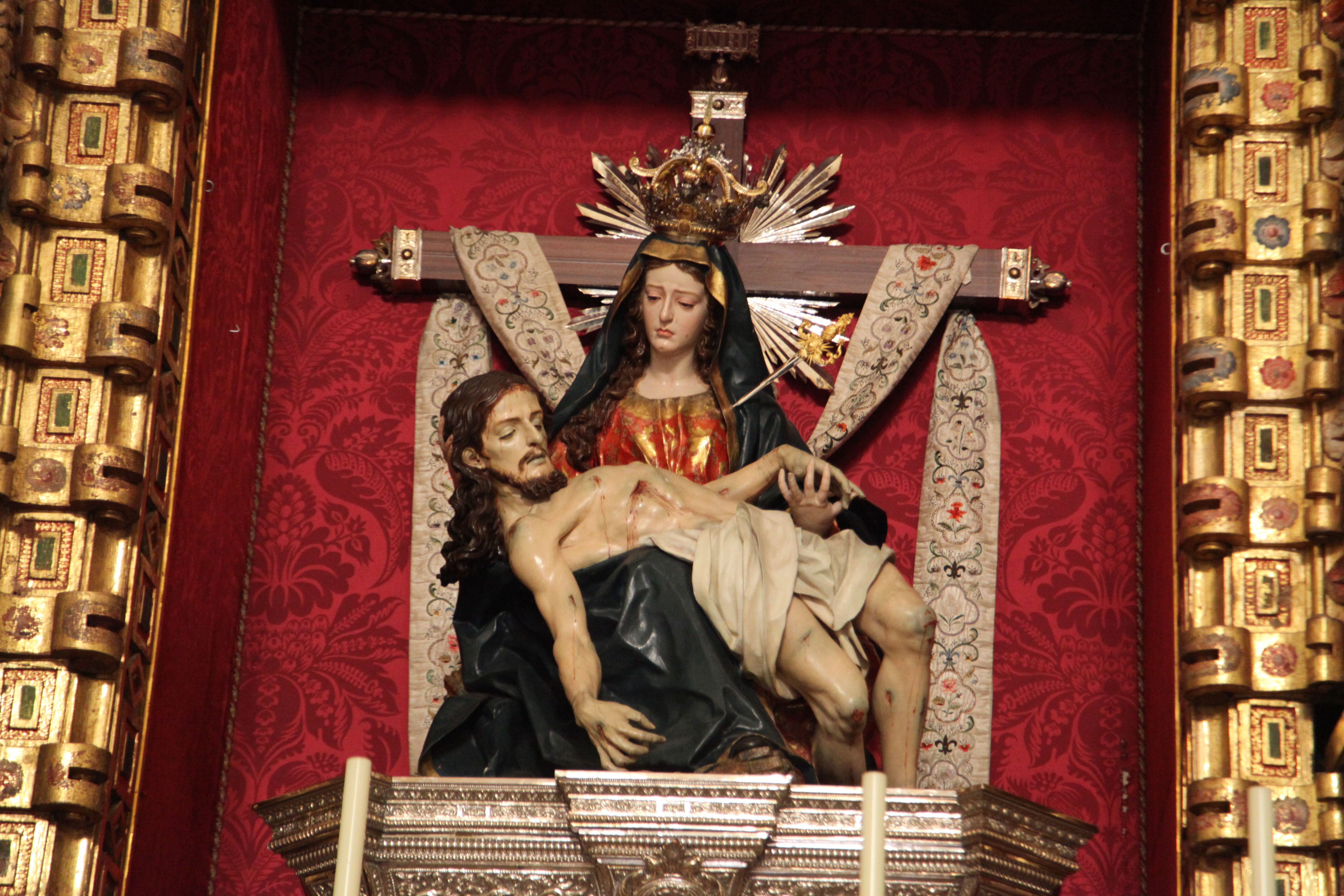
«Оплакування Христа». Церква Санта Марія де ла Альгамбра

## Бароковий живопис у Іспанії

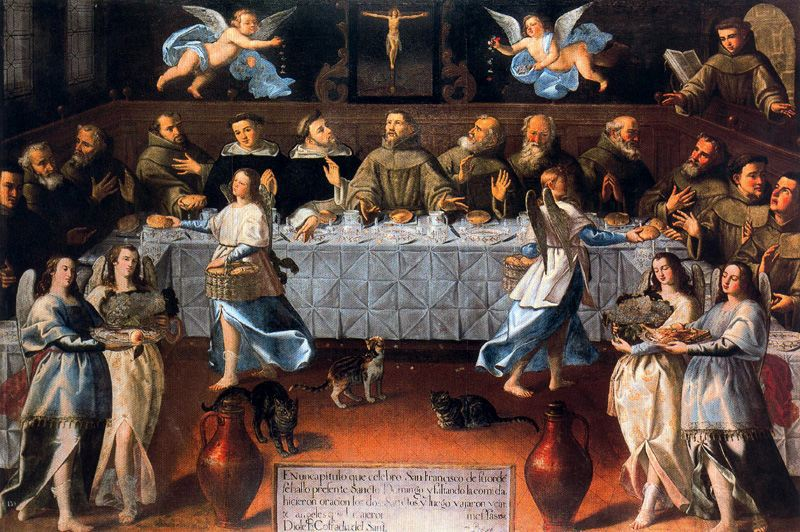
Худ. Феліпе Гіл де Мена. «Св. Франциск і Св. Домінго в трапезній католицького монастиря», колишня колегія св. Григорія, Вальядолід

Найбільші досягнення в добу бароко у Іспанії мали не скульптура і навіть не архітектура, де попрацювала низка талановитих і самобутніх архітекторів, місцевих і іноземних, а місцевий живопис. 
Живопис Іспанії мав декілька потужних поштовхів від різних мистецьких центрів. розташованих у різних частинах тодішньої Європи. 
- Традиційно сильними залишались зв'язки іспанської монархії із напівколоніальними Південними Нідерландами, а майстри-реалісти  з Нідерландів працювали і як портретисти, і як декоратори, і як відкривачі для іспанського мистецтва нових жанрів (так, натюрморт як жанр при іспанському королівському дворі пропагував нідерландець за походженням Хуан ван дер Хамен і Леон).

- Важливе місце в мистецтві Іспанії XVI століття посів не Ренесанс (короткий за терміном, мало підтриманий місцевою культурою і не перейшовший у фазу Високого Відродження, як в Італії), а маньєризм. В Іспанії сформувалося декілька центрів маньєризму, серед яких Бадахос, Толедо, Мадрид та Ескоріал. Найбільший вплив стиль мав на іспанську архітектуру та живопис і розвивався під впливом зразків маньєризму з папського Риму, трохи менше — він венеційського його варіанту. Показовою була творча діяльність Ель Греко, перекладача і художника, що був виучеником венеційських майстрів (Тиціана та, більше, Тінторетто). Надзвичайно самобутня художня манера Ель Греко приголомшувала іспанських художників і замовників майстра, примушувала визнавати його обдарованість, але не спонукала до наслідування. Ель Греко як маньєрист так і залишився яскравою зіркою на небосхилі іспанського мистецтва, котре важко відривалось від вторинності і провінційності.

- У іспанському живопису переважали суто реалістичні настанови, а не візіонерські феєрії Ель Греко чи чуттєвість венеційських майстрів. Іноземні художні імпульси були, але вони наче згасали в художній практиці навіть тих іспанських майстрів, що наважувались використовувати знахідки римського чи флорентійського маньєризму чи настанов нідерландського мистецтва (Хуан Санчес Котан покидав маньєризм власних релігійних образів і ставав кондовим реалістом у власних натюрмортах. Приголомшливо реалістичним ставав навіть Ель Греко у портретах власно створених.) Навіть барокова стилістика Пітера Пауля Рубенса не мала у Іспанії послідовника, наближеного до обдарованості авторитетного і уславленого антверпенця. В XVII столітті іноземні мистецькі імпульси були остаточно відкинуті і реалізм (суворий, іноді по іспанські безжальний) запанував у іспанському живопису.

- Оазою особливого варіанта іспанського живопису тривалий час був Неаполь, що був столицею іспанського віце-королівства у Італії. У Неаполі склалась доволі незвична художня школа, де помітного впливу на художню практику в живопису не мали ні італійське відродження, ні маньєризм. Тому тут розквітли такі мало потрібні у самій Іспанії жанри як натюрморт (Лука Форте, родина художників Рекко, Паоло Порпора, Абрахам Брейгель), академізм італійського зразка, міфологічна картина (Хосе де Рібера) чи фантазійний або реалістичний пейзаж (Монсу Дезідеріо, Дідьє Барра, Франсуа де Номе ).

Тривалий час Неаполь залишався бастіоном суворого і демократичного варіанта бароко, запровадженого Караваджо і далекого від настанов римського академізму XVII століття.

## Іспанський натюрморт XVII ст

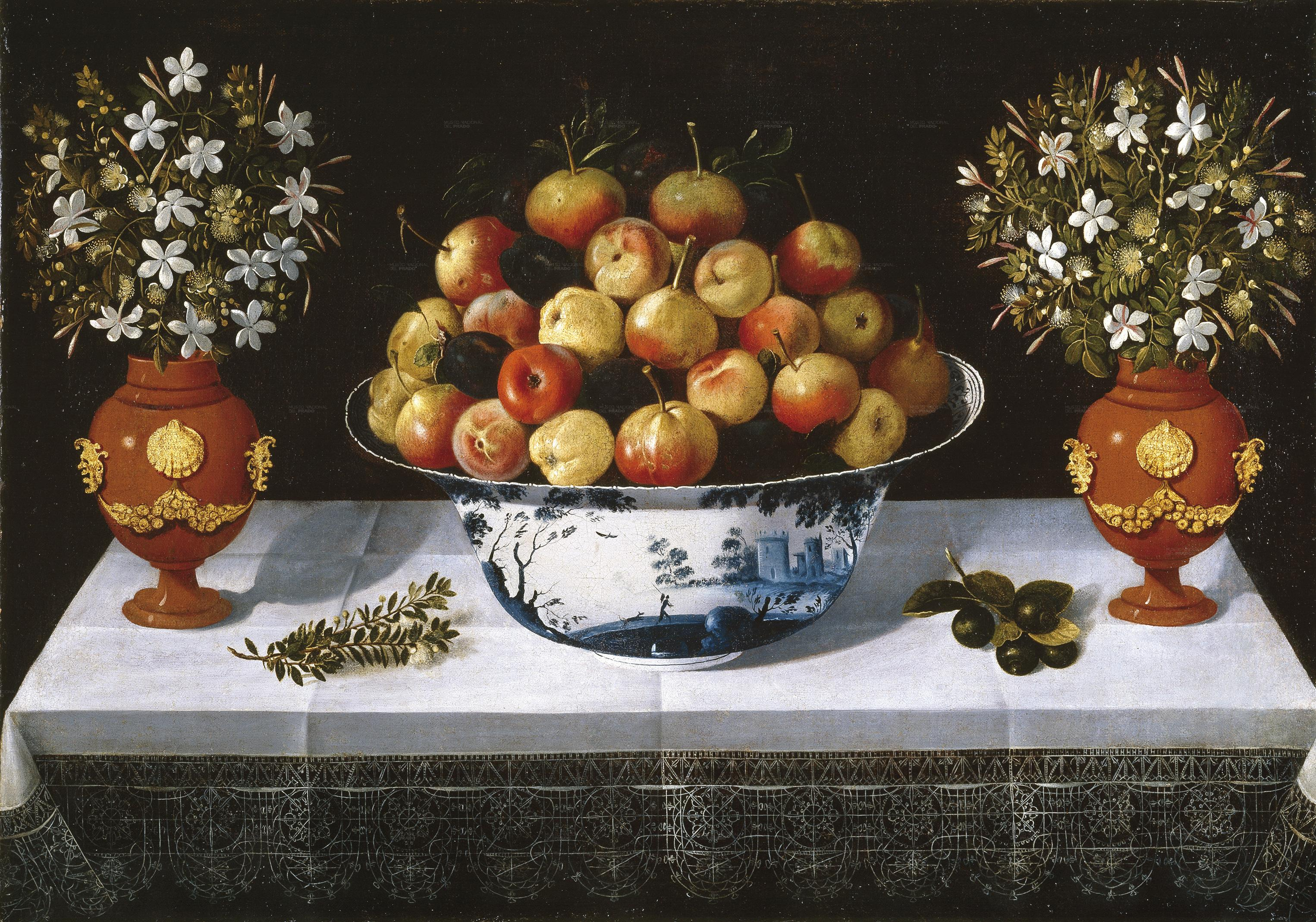
Томас Єпес. «Дві вази з квітами і делфтська таріль з фруктами», 1642 р., Національний музей Прадо, Мадрид.

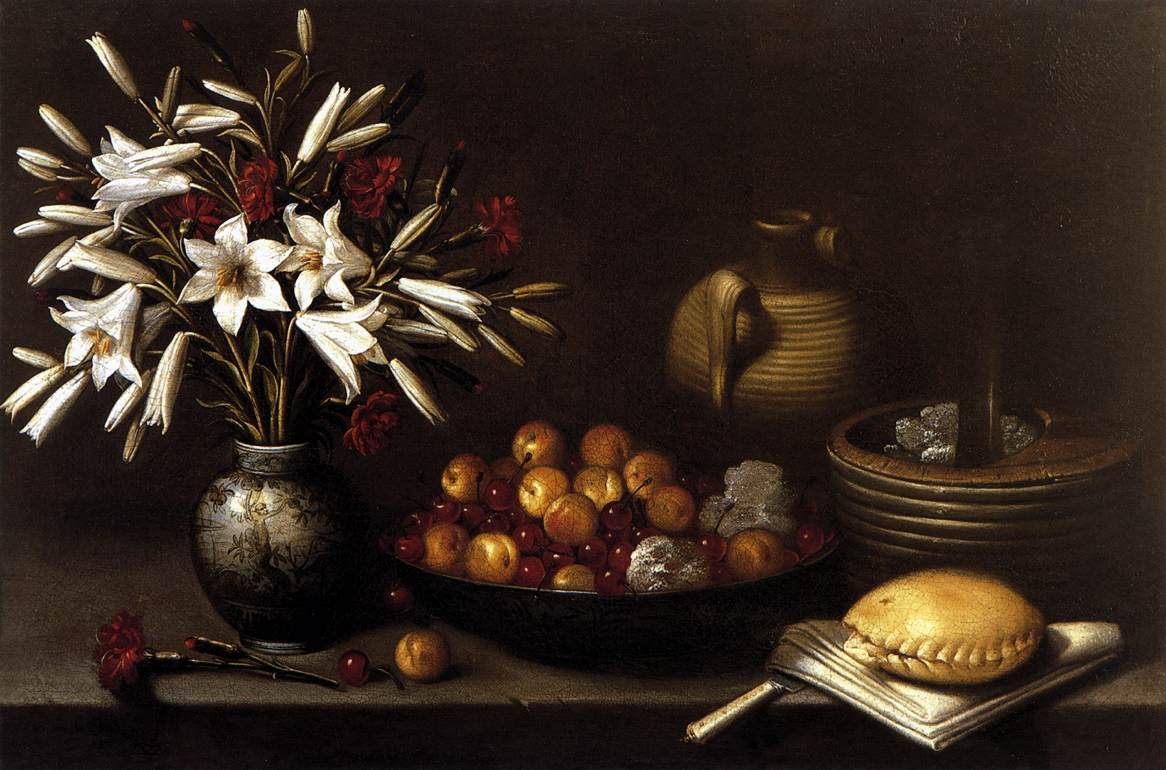
Франсіско Баррера. «Весняні квіти і фрукти на столі», 1643 р., приватна збірка.

Іспанських натюрмортів було створено небагато, а поціновують їх дуже високо. 
Вони також не головували у іспанському живопису доби бароко. 
Іспанія довго утримувала Нідерланди у межах своєї колоніальної імперії. Звідси вивозили усе коштовне. Крім грошей у перелік цінних речей увійшли ще килими — гобелени або арраси та картини. А саме в мистецтві Нідерландів вперше з'являється натюрморт олійними фарбами, часто на зворотньому боці портретів. Ганс Мемлінг (1433–1494) виконав на дубовій дошці портрет молодого замовника. А на звороті намалював горщик з квітами на перському килимі. Це чистий натюрморт (музей Тиссена-Борнемісса, Мадрид).
Саме горщик з квітами намалював у своєму «Натюрморті» іспанець Хуан де Арельяно (1614—1676, Смоленськ, Смоленський художній музей ім. С. Коньонкова).
Іспанці підуть своїм шляхом і викинуть геть дріб'язки нідерландських манер у натюрмортах. Франсіско де Сурбаран в своєму «Натюрморті з лимонами та апельсинами в кошику» 1633 р. покладе фрукти суворо і просто. І не пожалкує ніяких кольорів своєї палітри, аби всі побачили красу іспанських сільських здобутків (Флоренція, збірка Контіні-Бонакоссі).
Ще суворіше і простіше розмістив овочі в «Натюрморті с гарбузом» Хуан Санчес Котан, уславлений майстер іспанського натюрморту. Одне яблуко, одна капустина, один гарбуз і одна його скибка, один огірок — от і весь сюжет. І всі скарби його душі. (м. Сан Дієго, США, Музей красних мистецтв). Аскетичність його натюрмортів не псувала, однак, досягнуту  красу композицій і досконалість відтворення овочів та фруктів.
Навіть Антоніо де Переда, що надто нагромаджує в натюрмортах речі, залишається їх шанувальником і співцем («Натюрморт з годинником», Москва).

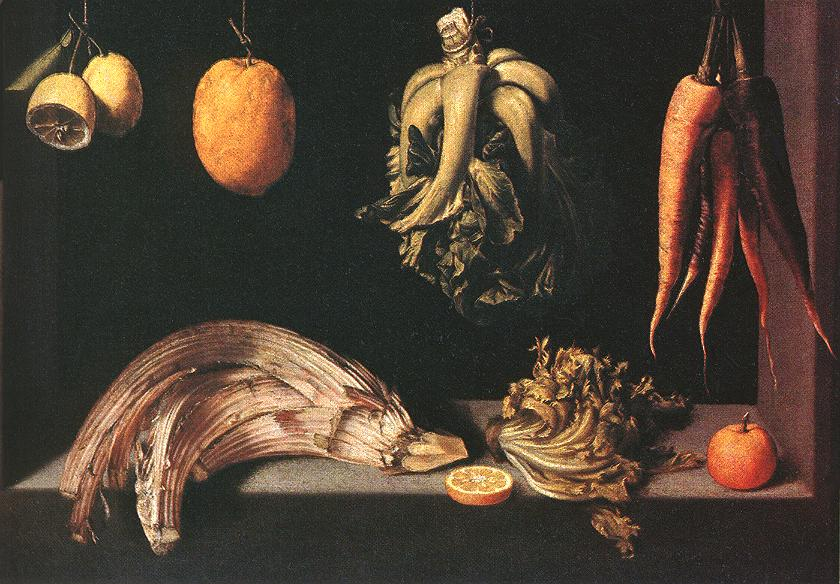
Х. С. Котан, Натюрморт, Мадрид.
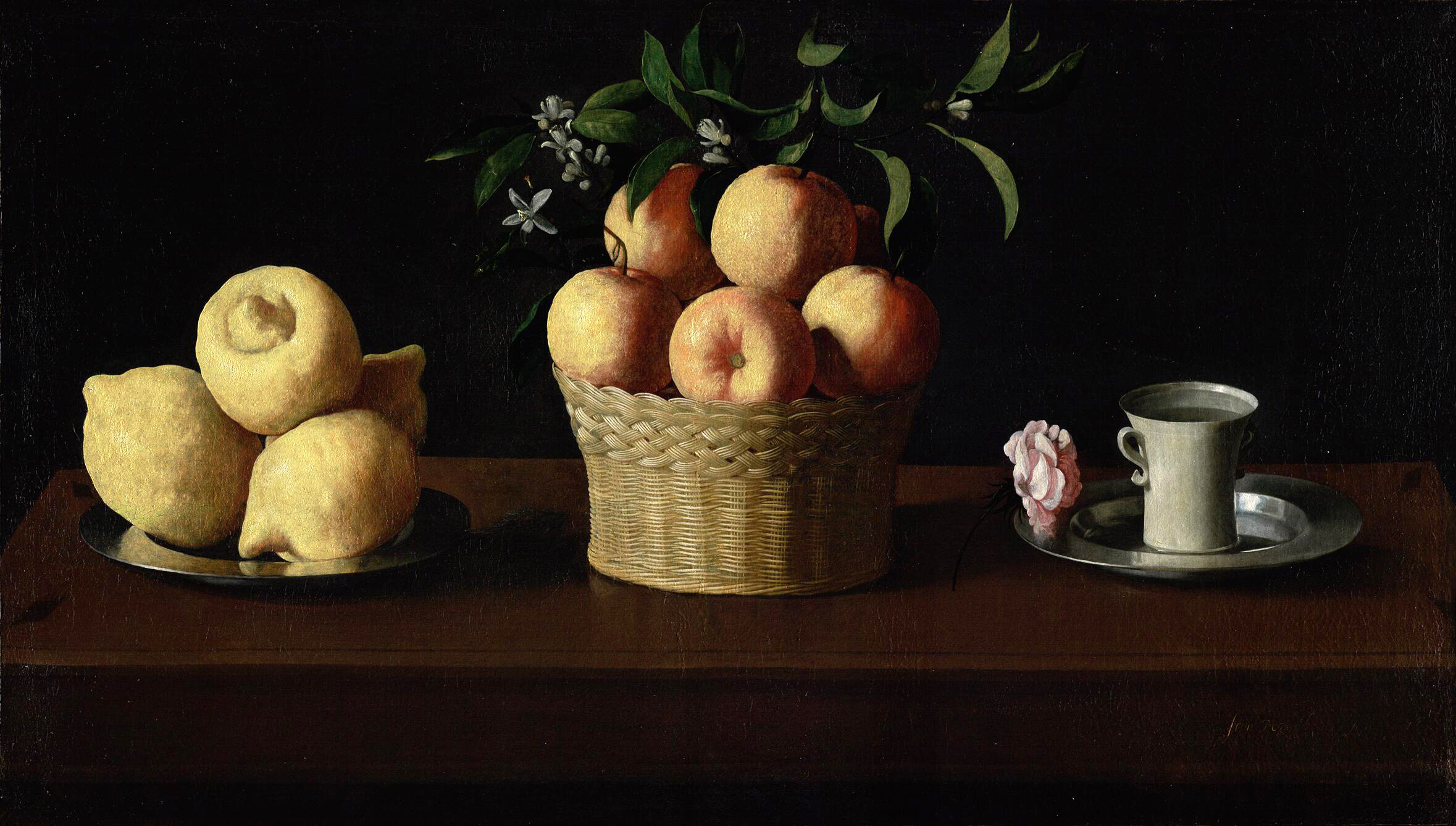
Сурбаран. Натюрморт с лимонами, апельсинами в кошику та трояндою. 1633 р. Фонд Саймона Нортона. Лос-Анджелес
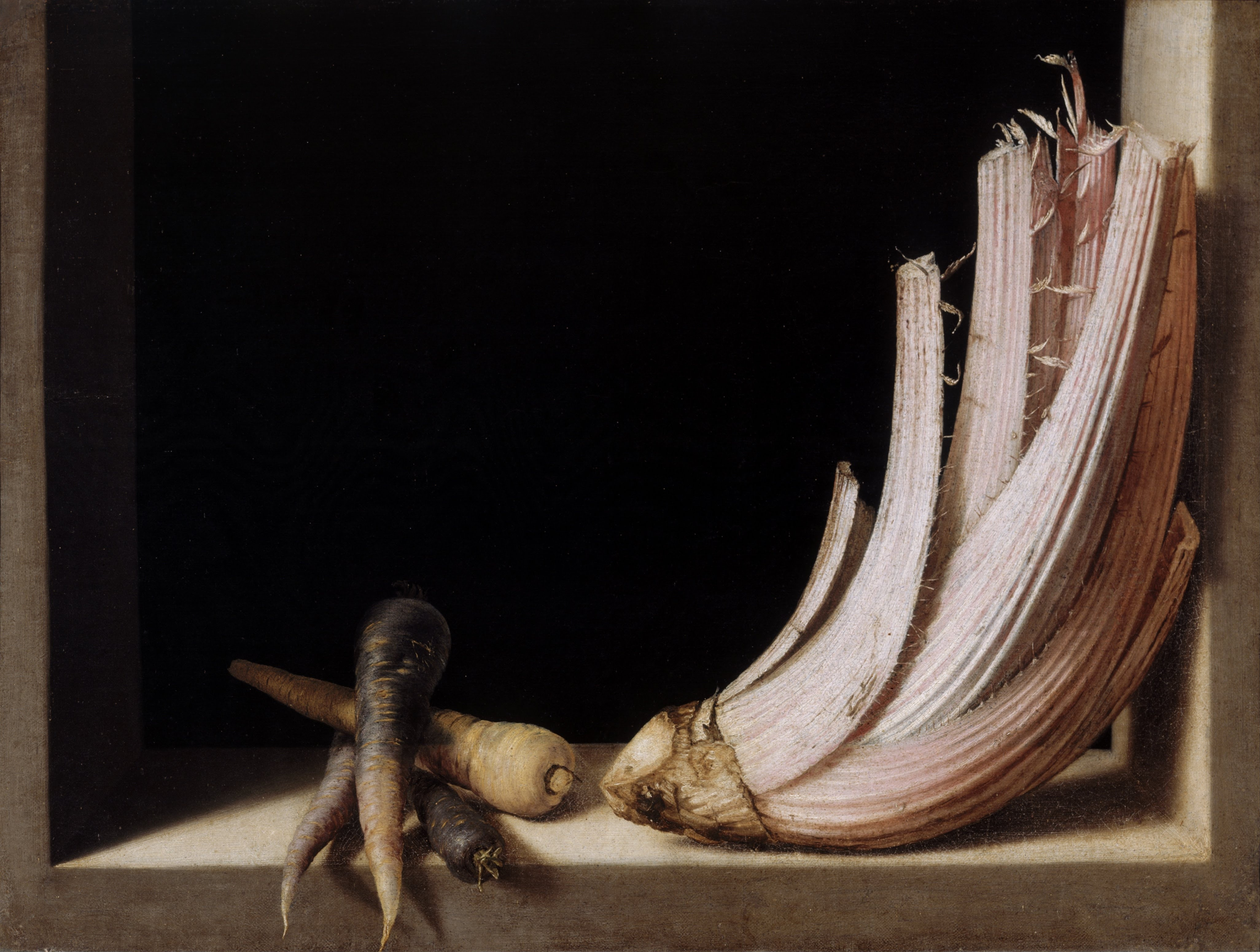
Х. С. Котан, Натюрморт, музей в Гранаді
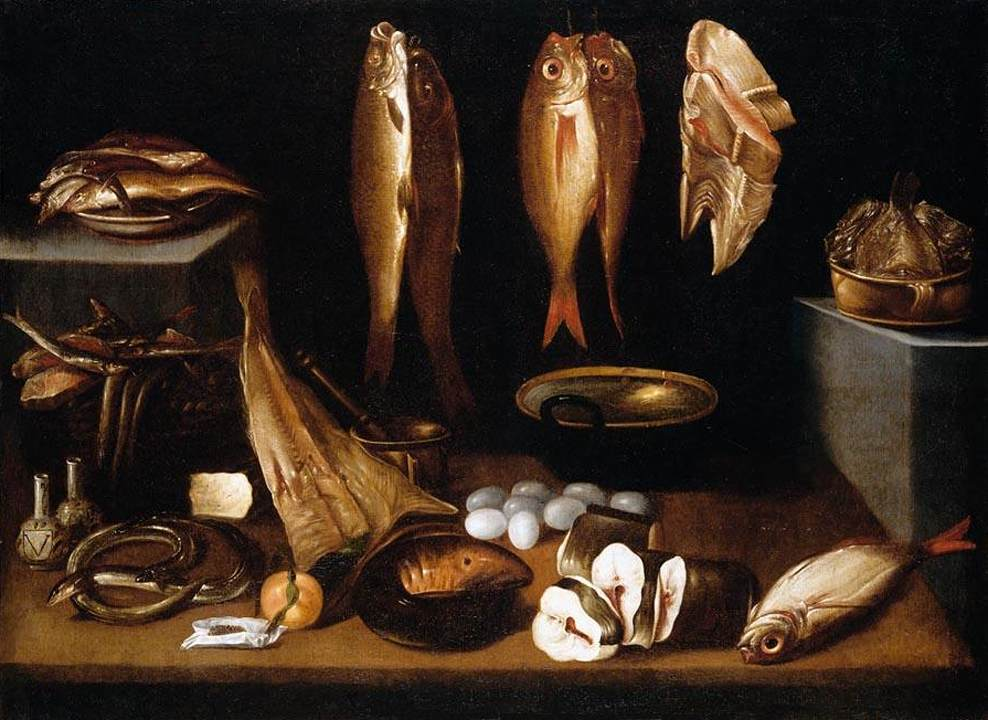
Франсіско Баррера. «Риби в коморі», бл. 1640 р.
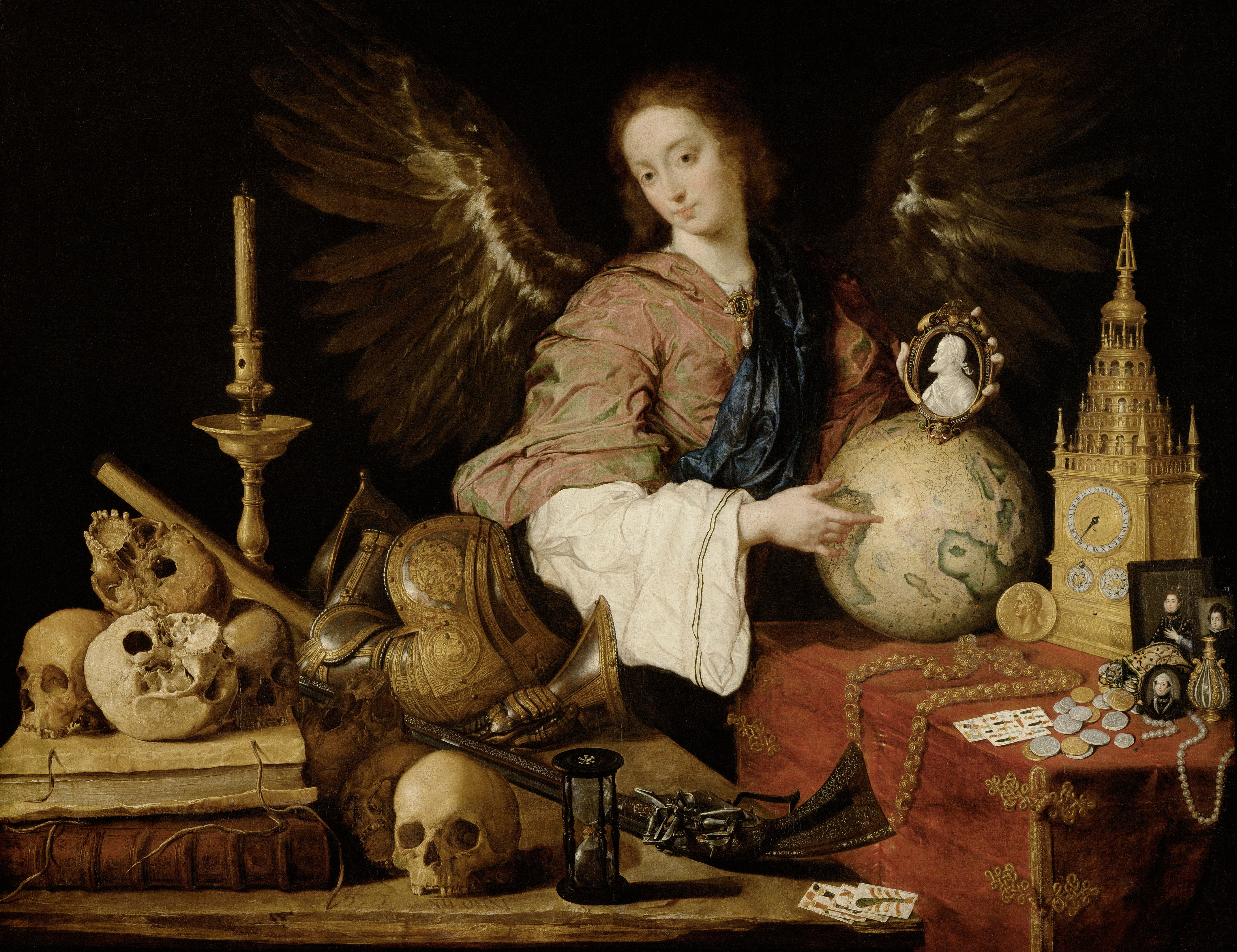
Антоніо де Переда,. натюрморт «Марнота марнот»

## Побутовий жанр в Іспанії XVII ст

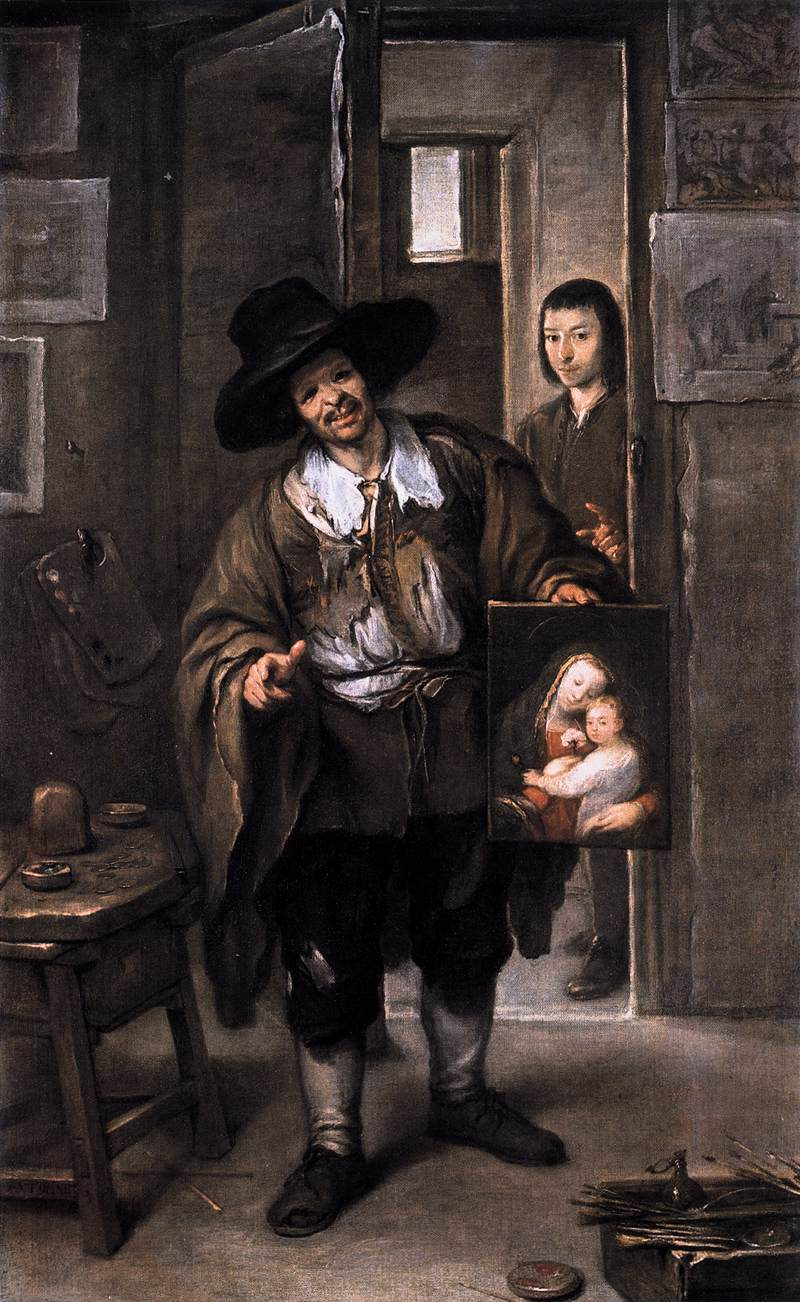
Хосе Клаудіо Антолінес. «Мандрівний продавець картин», 1670 р.

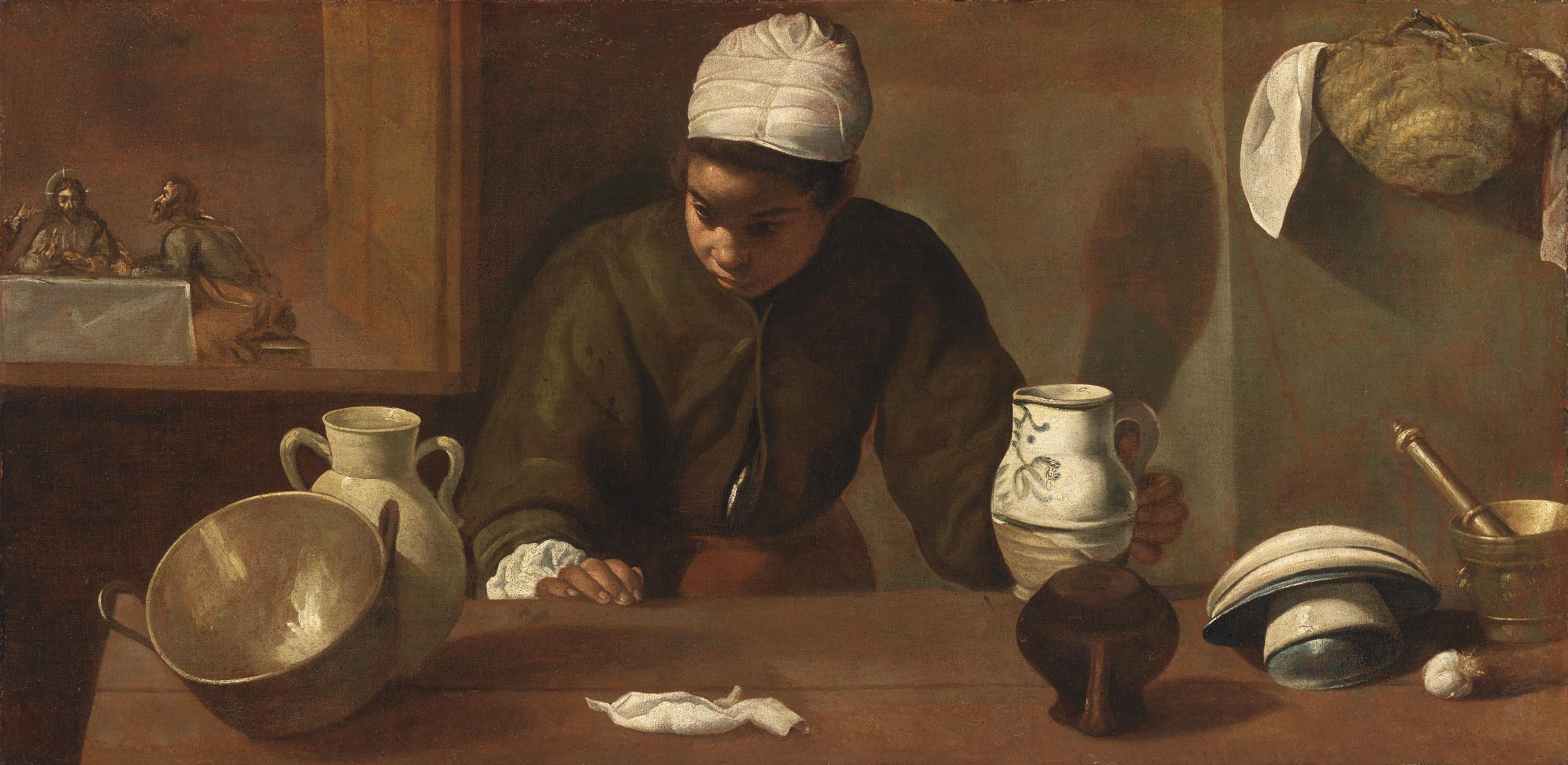
Веласкес, «Мулатка», 1618 р., Національна галерея (Дублін)
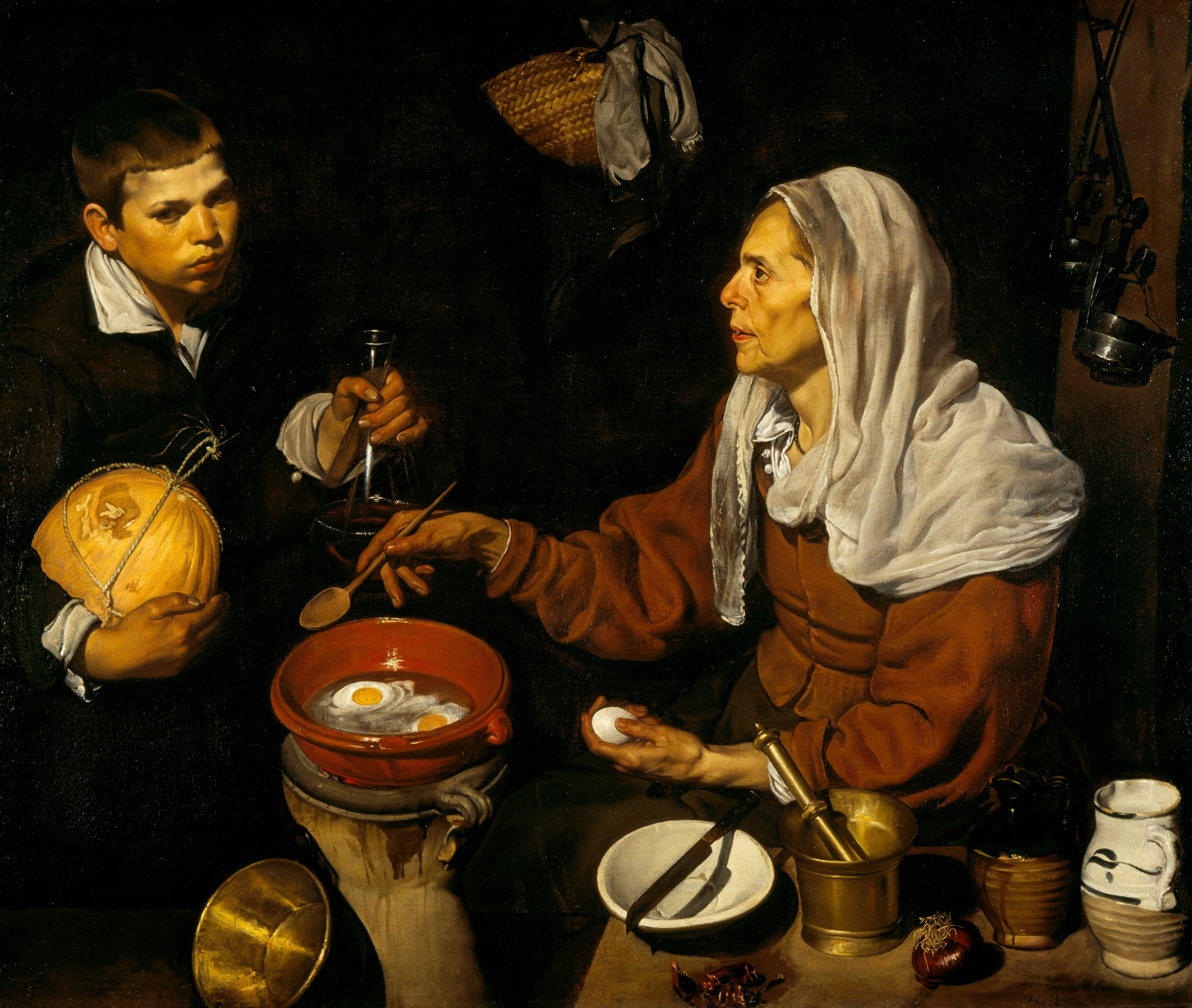
Веласкес, «Жінка готує яєчню», Единбург.
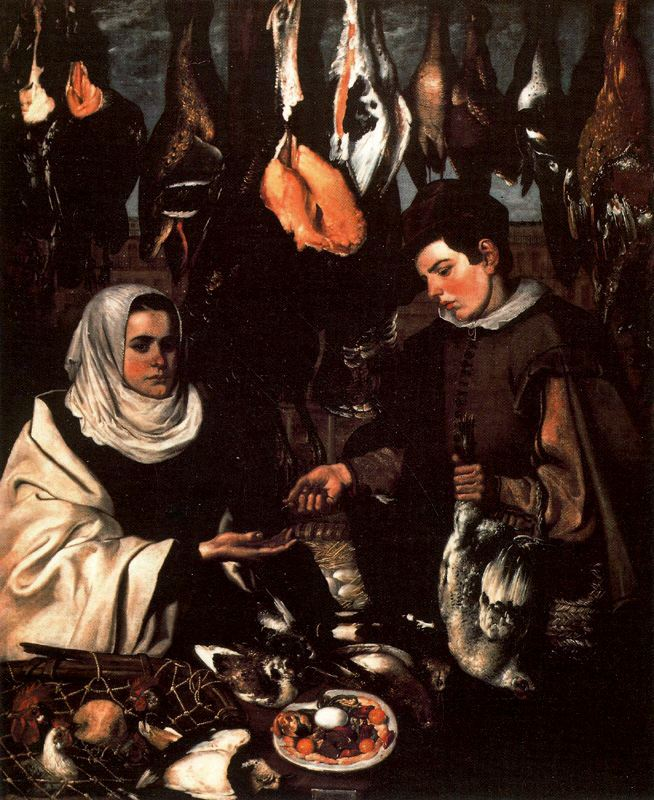
Алехандро де Лоарте, «Продана курка», приватна збірка
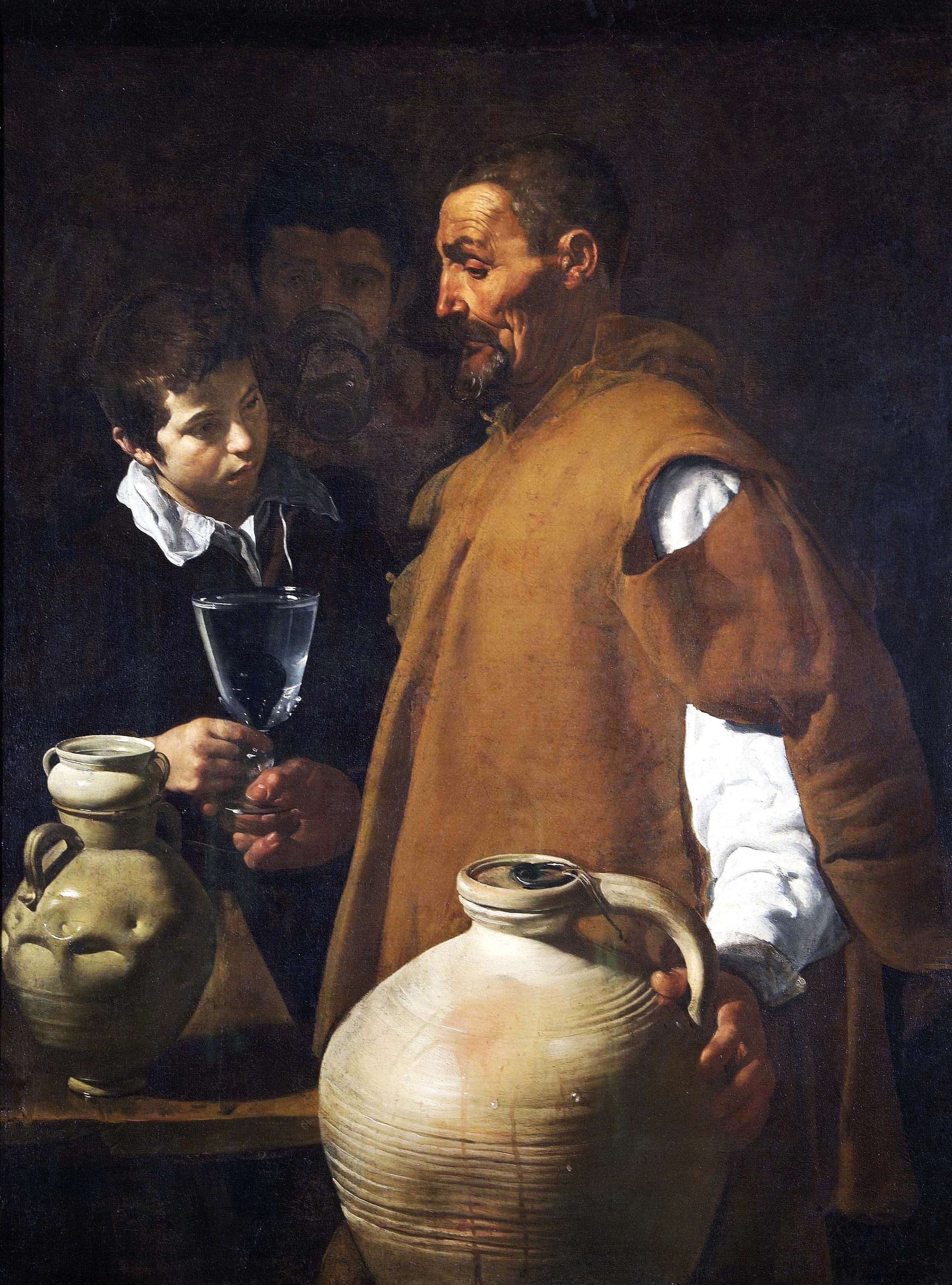
Веласкес, Водонос, 1621 р., Лондон.

## Картини серії «Пори року» роботи Баррери

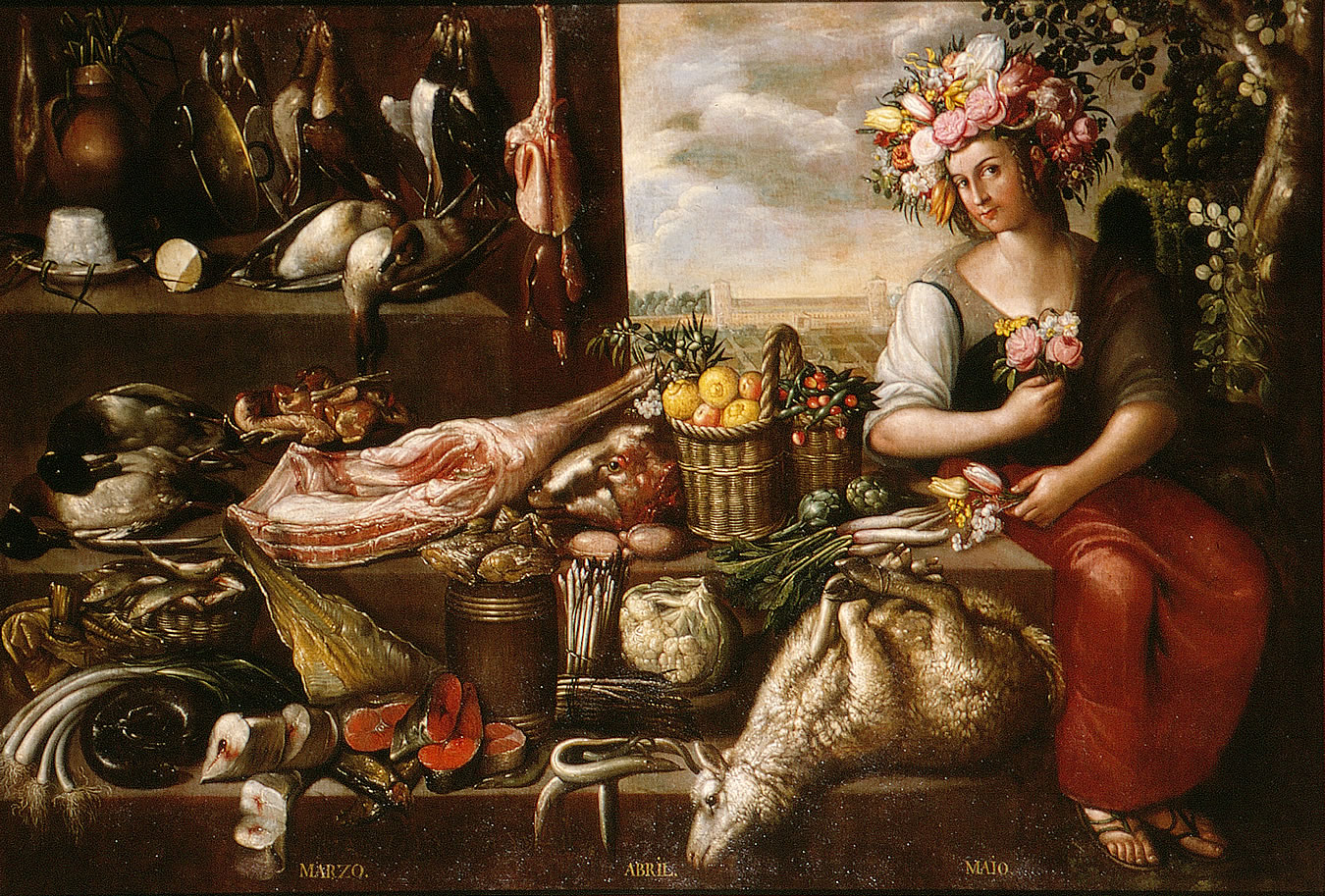
Франсіско де Баррера. «Весна на тлі королівського палацу Буен Ретіро», Музей красних мистецтв (Севілья)

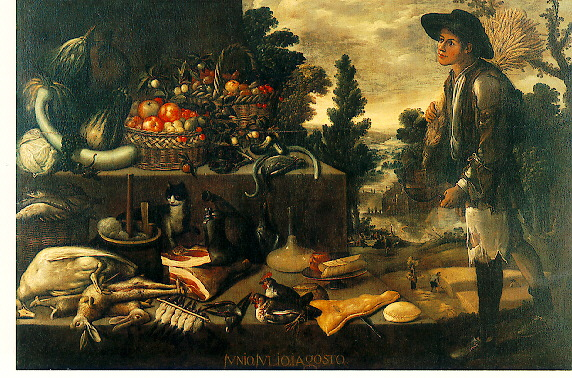
Франсіско де Баррера. «Літо», Музей красних мистецтв (Севілья)
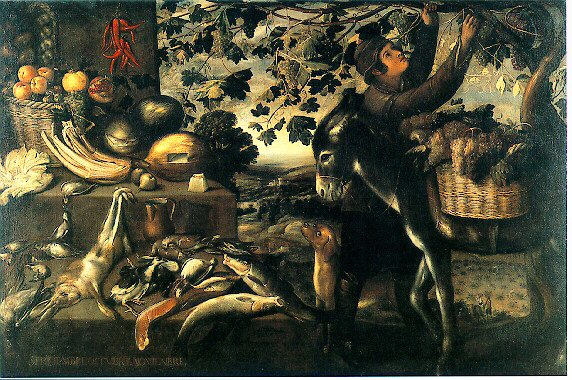
Франсіско де Баррера. «Осінь», Музей красних мистецтв (Севілья)
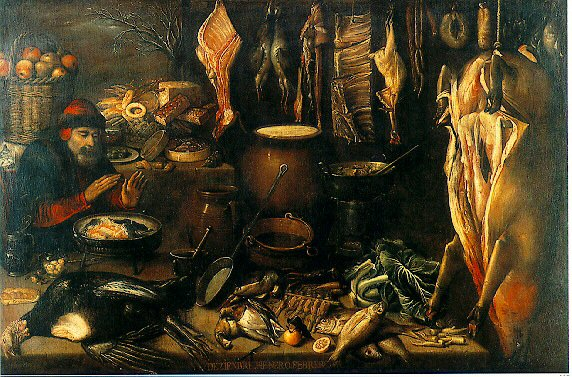
Франсіско де Баррера. «Зима», Музей красних мистецтв (Севілья)

## Парадний портрет у іспанському бароко

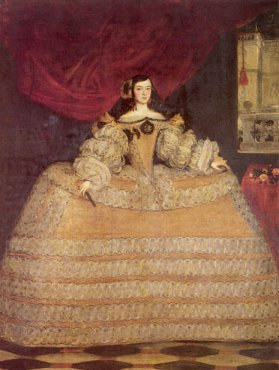
Хуан Кареньо де Міранда.  «Франсіска де Міранда, маркіза де Санта Крус»

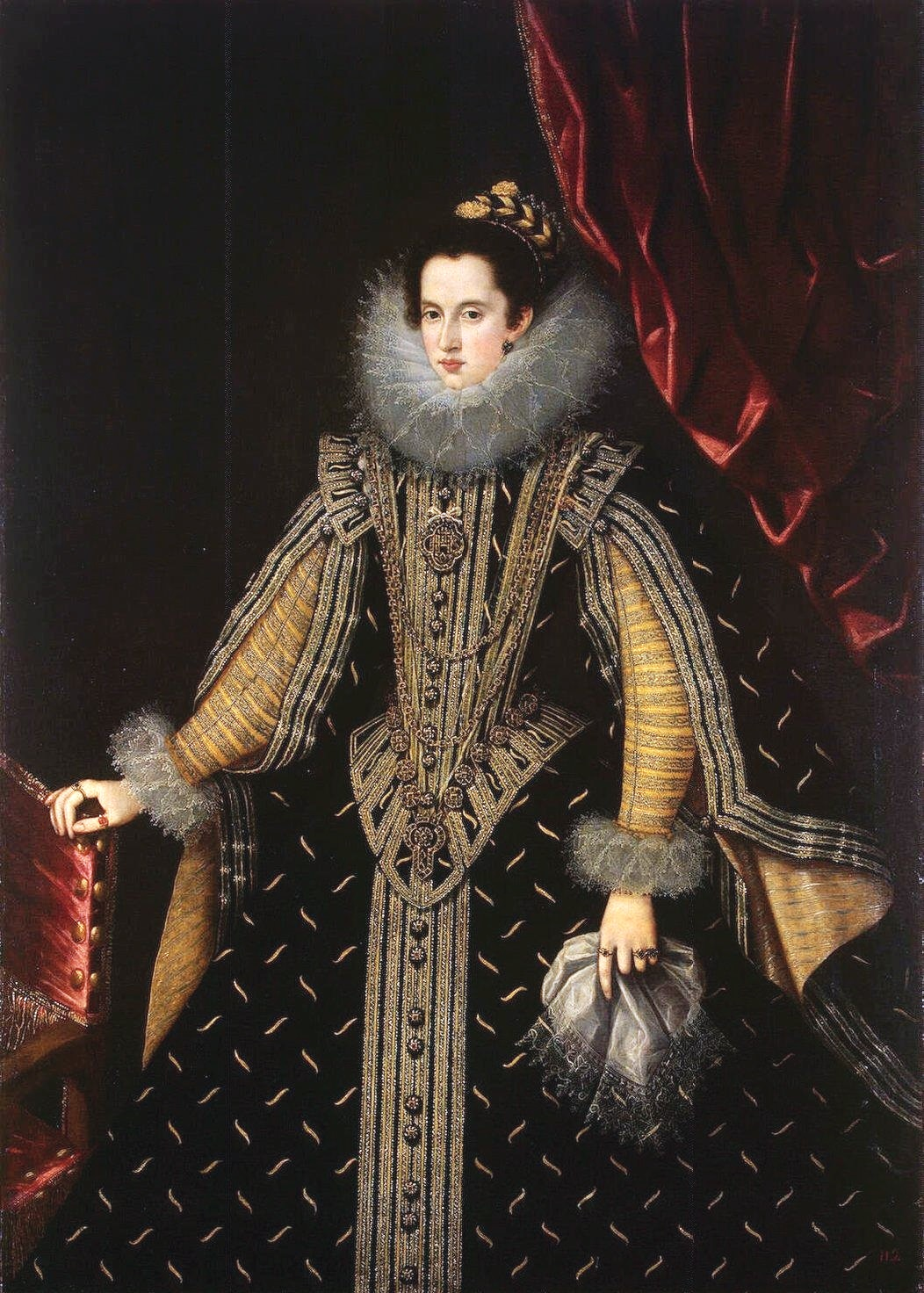
Бартоломе Гонсалес і Серрано. «Маргатита Альдобрандіні»

Шістнадцяте століття (за висновками дослідниці портретів Кагане Л. Л.) було дещо інтернаціональним в галузі портретної теорії. Схожі думки пропагують теоретики в різних європейських країнах, але головують італійці. Тисячолітня італійська культура в XV–XVI ст. переживала чергову добу власного розквіту. Між Іспанією та Італією існують тісні релігійні і культурні зв'язки. Не дивно, що багато чого із теоретичних настанов в трактатах італійців знайшло прихильний відгук у теоретиків Іспанії. Одні настанови тільки розглядаються, інші набувають популярності.
Запізнення іспанського ренесансу в порівнянні з Італією відбилось в оминанні етапу Високого відродження і в повній відсутності в портретах пластично довершених і гармонійних образів. Висловлювання іспанців щодо портретів в 1-й половині XVI ст. носять випадковий характер, а специфічної програми для приватного чи парадного портрету ще нема.
Іспанія стає могутньою світовою імперією і при відсутності обдарованих художників-іспанців активно використовує іноземні таланти. Носієм аристократичної іспанської культури стає королівський двір (і всі наближені до нього), по замовам якого роками працюють фламандець Антоніс Мор, венецієць Тиціан, ломбардці Леоне Леоні і Помпео Леоні, батько і син, низка італійських скульпторів і архітекторів. Тепер розробляється концепція іспанського парадного портрета, що починає головувати в другій половині 16 ст. Іспанці багато пишуть про настанови зображення великих людей як прикладів для наслідування, але мають на увазі перш за все власних королів Карла V та його сина Філіпа ІІ, заклопотаних створенням світової іспанської монархії і пануванням в світі католицизму. Так, теоретики наполягають на зображенні Карла V — як уособленні численних політичних чеснот — фізичної довершеності, скромності, величі душі, захисника католицизму (імператор постійно воював із турецьким султаном, чим стримував просування кордонів Туреччини на західні землі). Тому логічним було зображення Карла V в лицарських обладунках і з військовим жезлом і нелогічним, компліментарним — постійне приховування його фізичних вад.
Намагання ідеалізувати іспанського короля призводить до перебільшень і фальші. Вже король Філіп ІІ брав участь лише в одному бої при Сен-Кантені. Але лицарські обладунки і жезл вояка художники вже відривають від реальних справ і використовують для звеличення і уславлення королівської особи. Апогеєм фальшування стають лицарські обладунки в парадному портреті іспанського короля Філіпа ІІІ, котрий не брав участі в жодній військовій кампанії…
Парадний портрет Іспанії підтягнеться до вищих здобутків світового мистецтва лише в творчості Ель Греко (1541—1614). Ніхто із іспанських майстрів не втілив так повно маньєристичні прагнення до духовної довершеності, як Ель Греко,, до напружених інтелектуальних пошуків і відданості панівним ідеям. Але усвідомлення цього прийде через століття.
Сталий тип іспанського парадного портрета канонізував королівський двір в XVII ст. — звідси пишний дяг, пишні завіси, велична поза, аристократична замкненість і підкреслена дистанція між зображеним та будь-яким глядачем. Але прихильність іспанських портретистів до правди і реалізму надає можливість не приховувати ні недоліків вельможних осіб, ні їхньої обмеженості чи дегенеративних рис в обличчях і фігурах, прикритих коштовними костюмами чи парадними обладунками. Іспанець Дієго Веласкес не поступився цими настановами навіть в портреті папи римського Іннокентія Х, котрий розчаровано вигукнув по закінченні власного портрету — «Надто правдиво!»

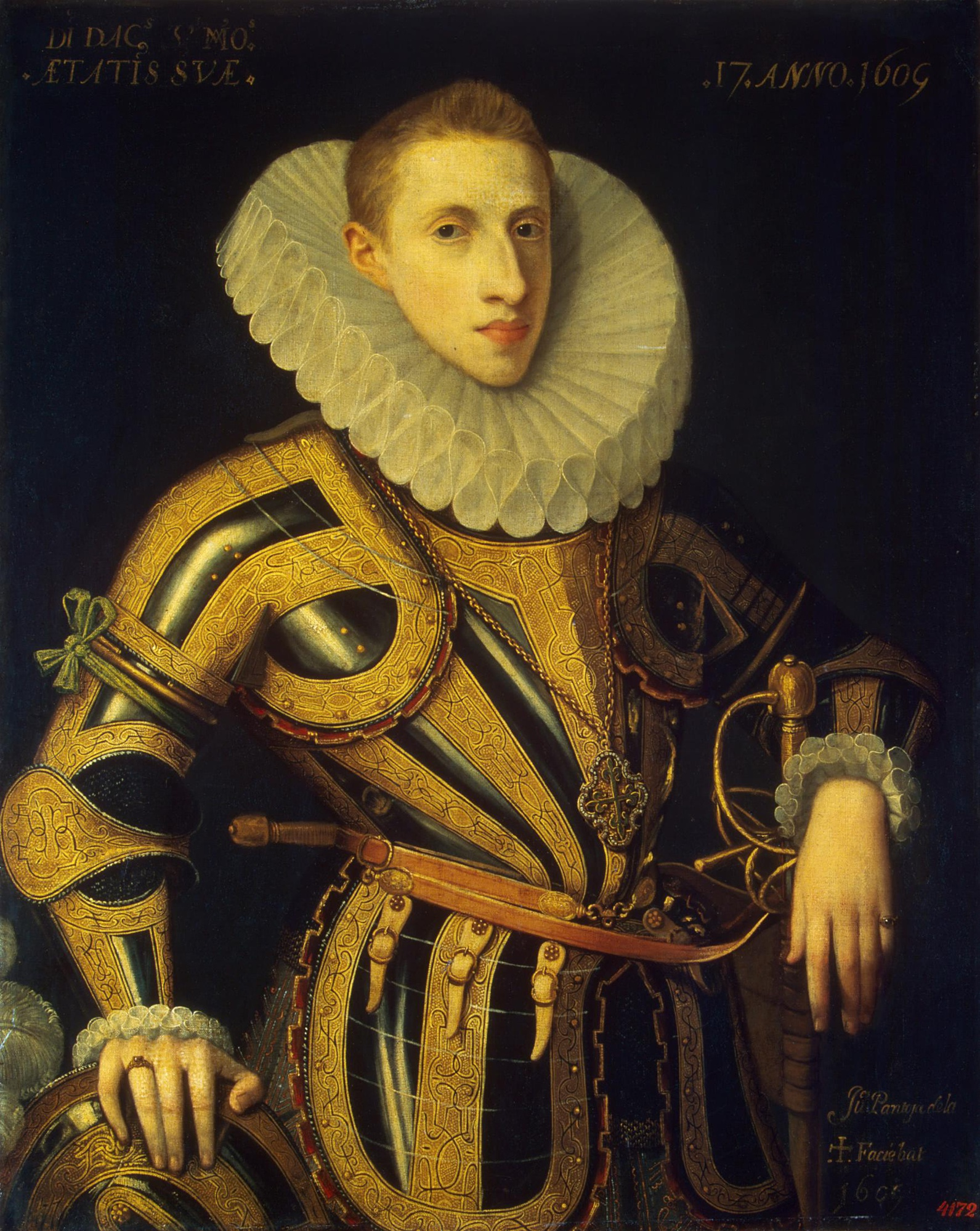
Хуан Пантоха де ла Круз. «Дієго Вільямайор», Ермітаж. Санкт-Петербург
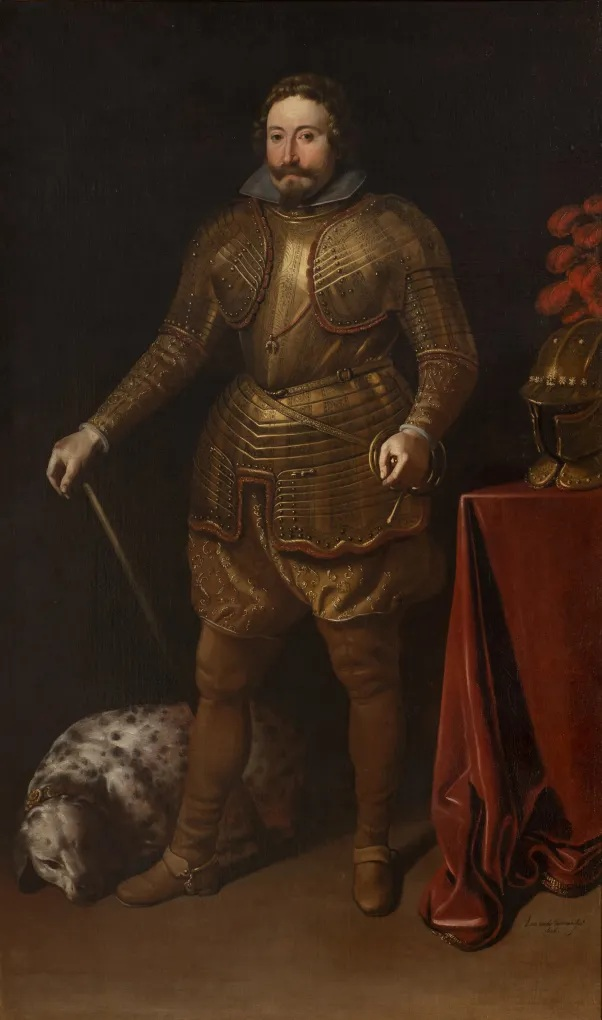
Хуан ван дер Хамен і Леон. «Жан де Крой, граф де Сорл», 1626 р.
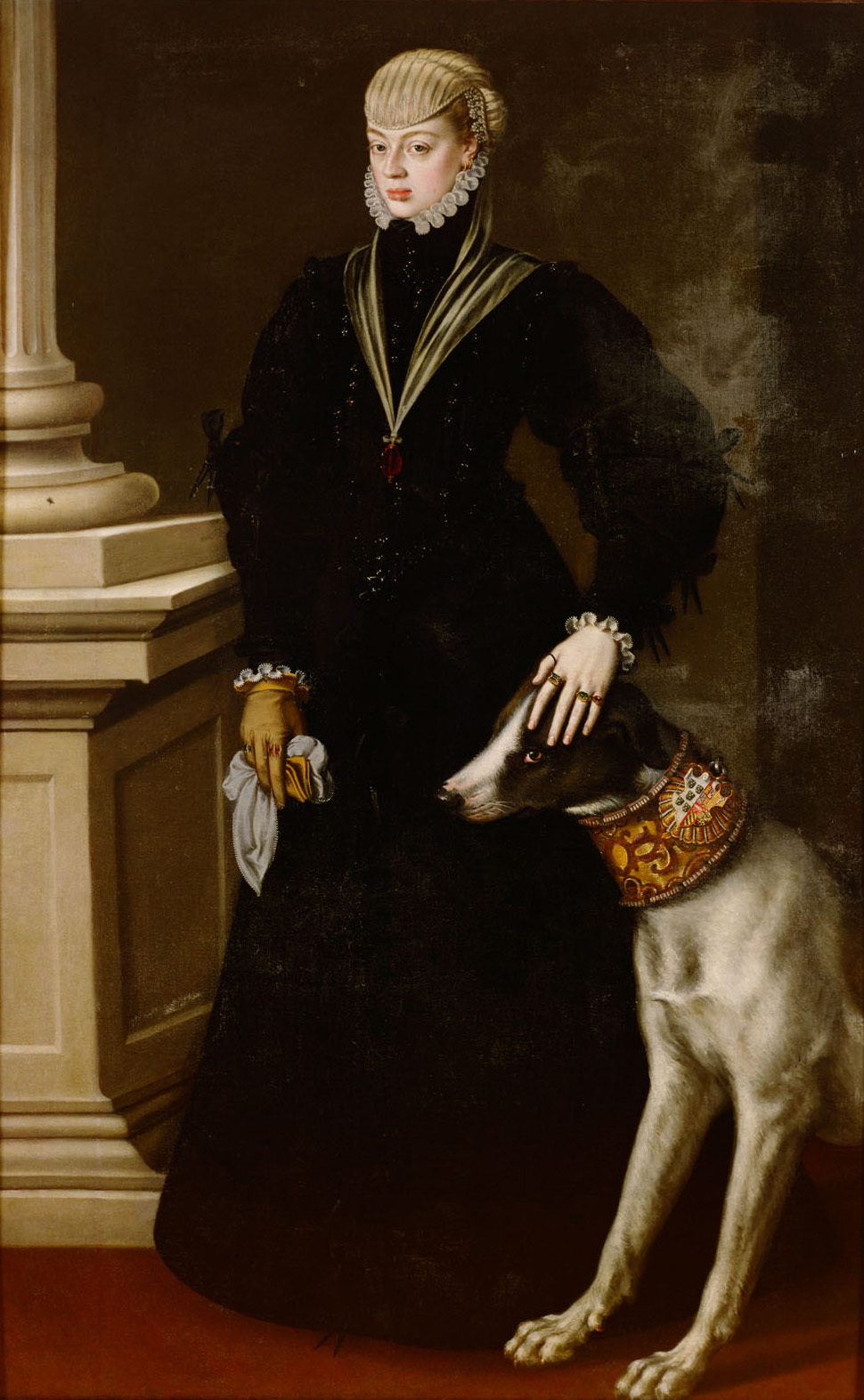
Коельо. «Інфанта (принцеса )Хуана Іспанська»
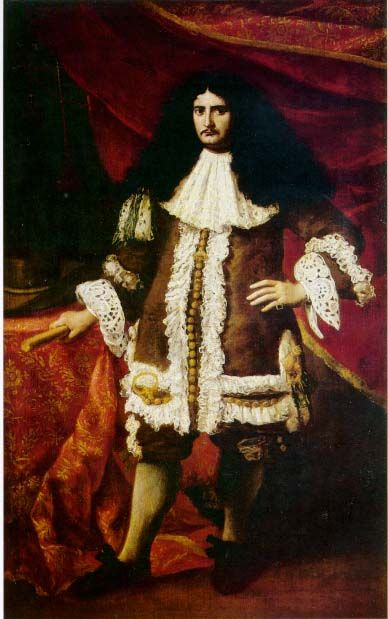
«Дон Франсіско, 5-й маркіз де Санта Крус»
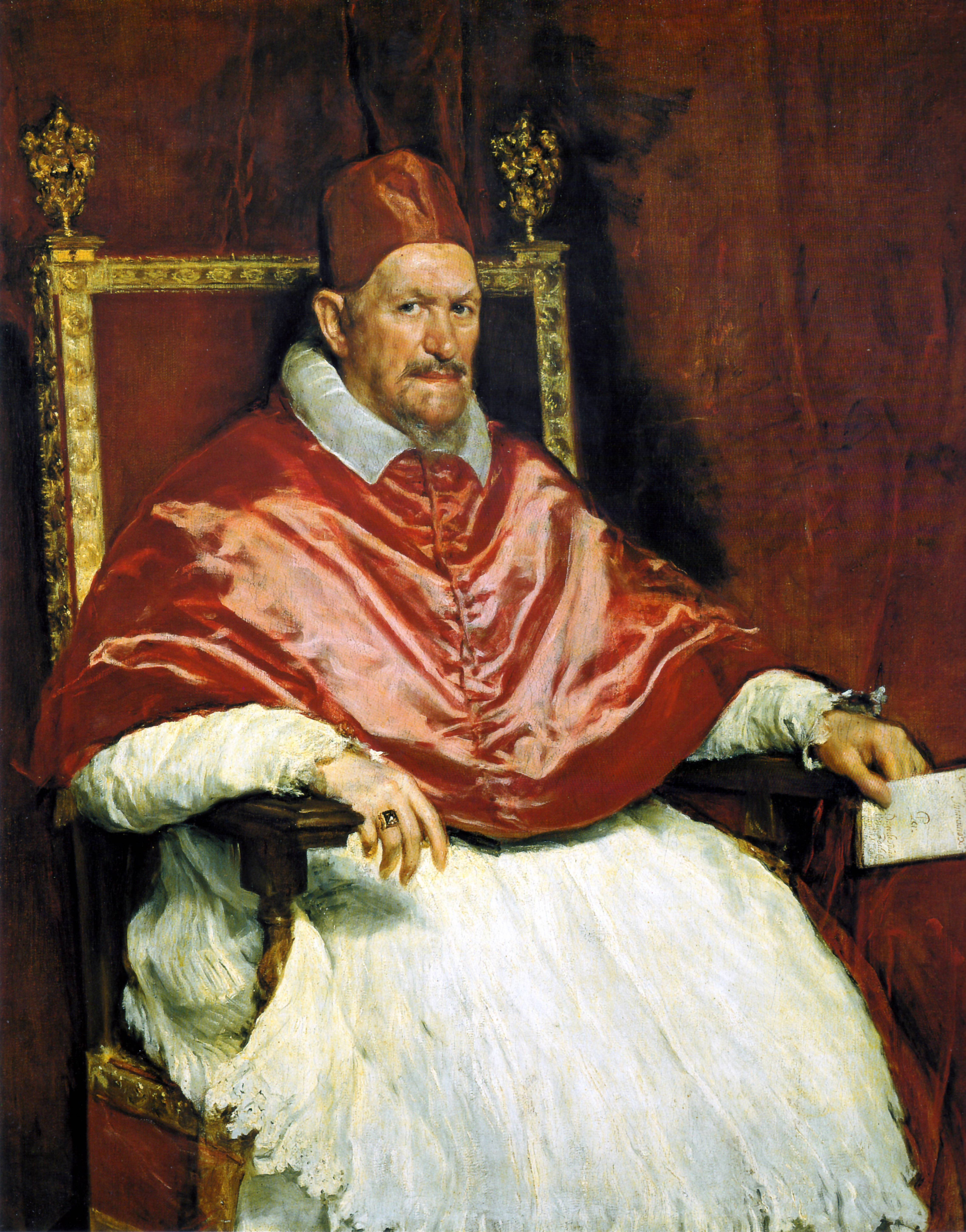
Дієго Веласкес. «Папа римський Іннокентій Х»
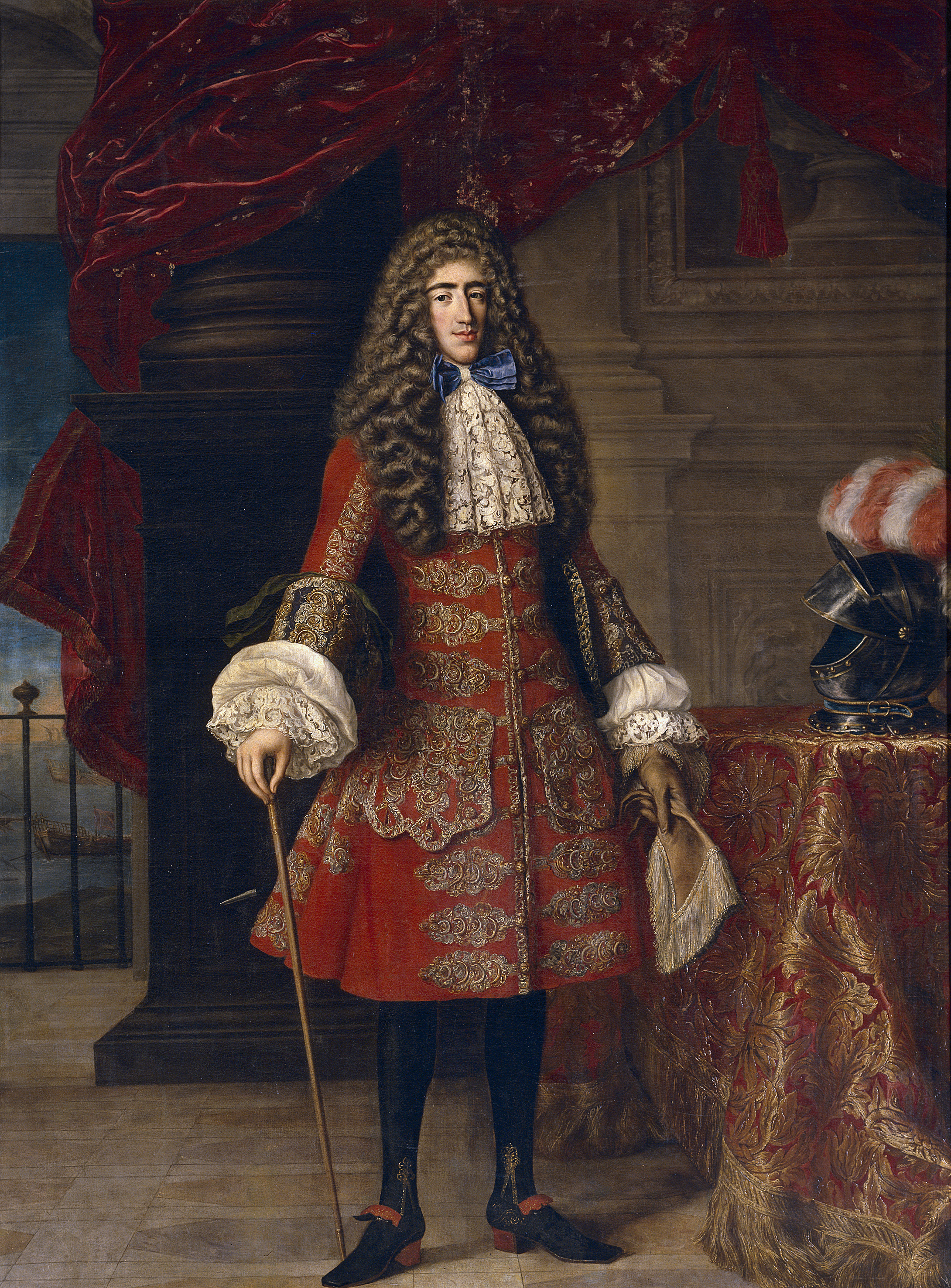
Фердинанд Фут. «Луїс Франсіско де ла Керда, 12 гравф де Медінакеллі», 1684 р. Національни музей Прадо
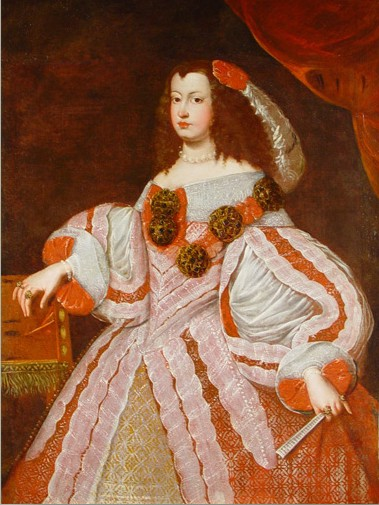
Хуан Кареньо де Міранда. «Принцеса Марія Терезія», у майбутньому королева Франції. Кінець XVII ст.

## Кінний портрет в іспанському бароковому живопису

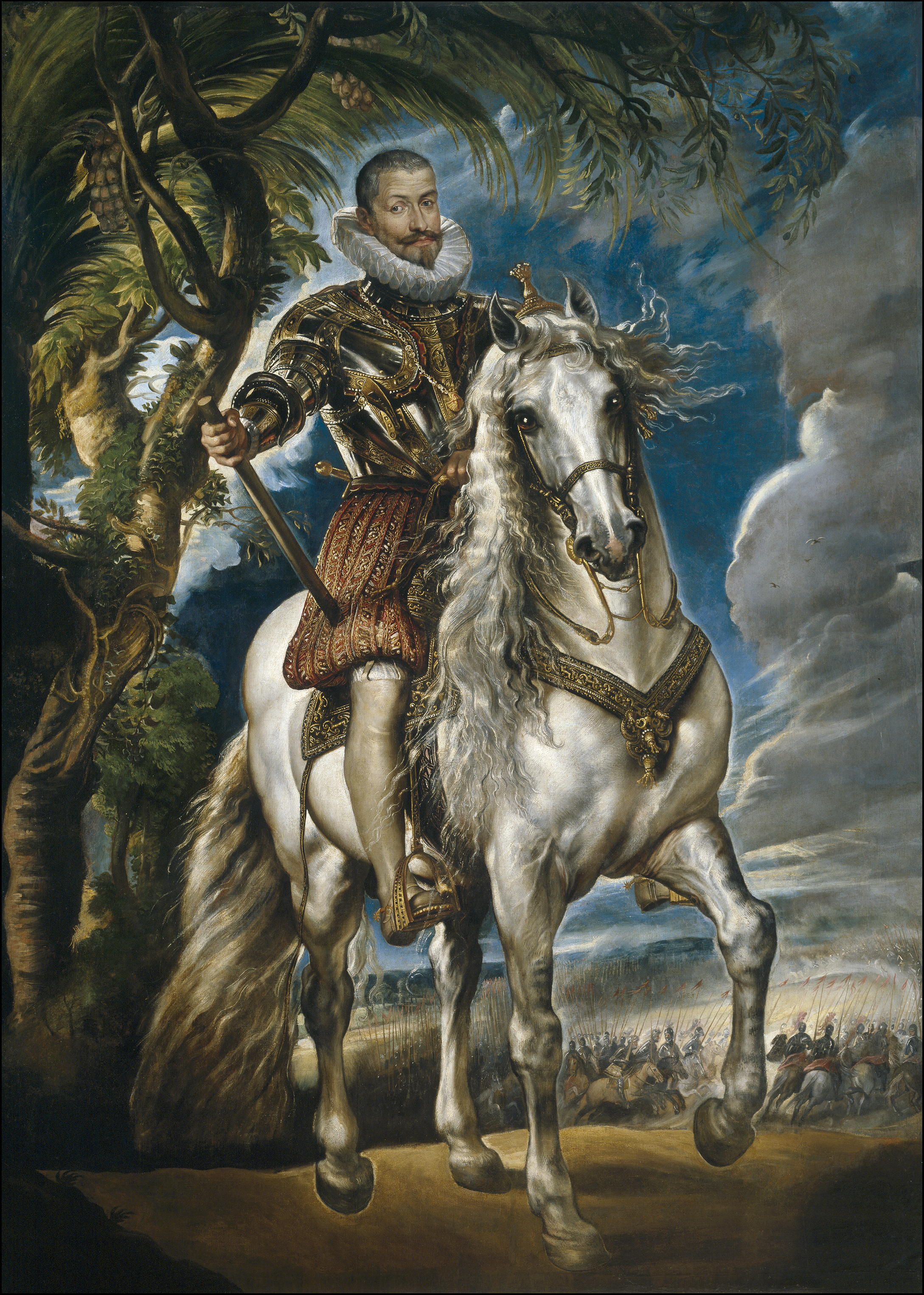
Пітер Пауль Рубенс. «Кінний портрет герцога Лерма». 1603 р. Національний музей Прадо. Мадрид

Цей різновид барокового парадного портрета був привнесений майстрами-чужинцями для Іспанії. Серед них — Пітер Пауль Рубенс, Гаспар де Крайєр та інші. Серед іспанських художників кінні портрети створював Дієго Веласкес. Особлива велич цих портретів і хизування коштовними конями були ще одним засобом звеличення вищої аристократії і королівських родин.

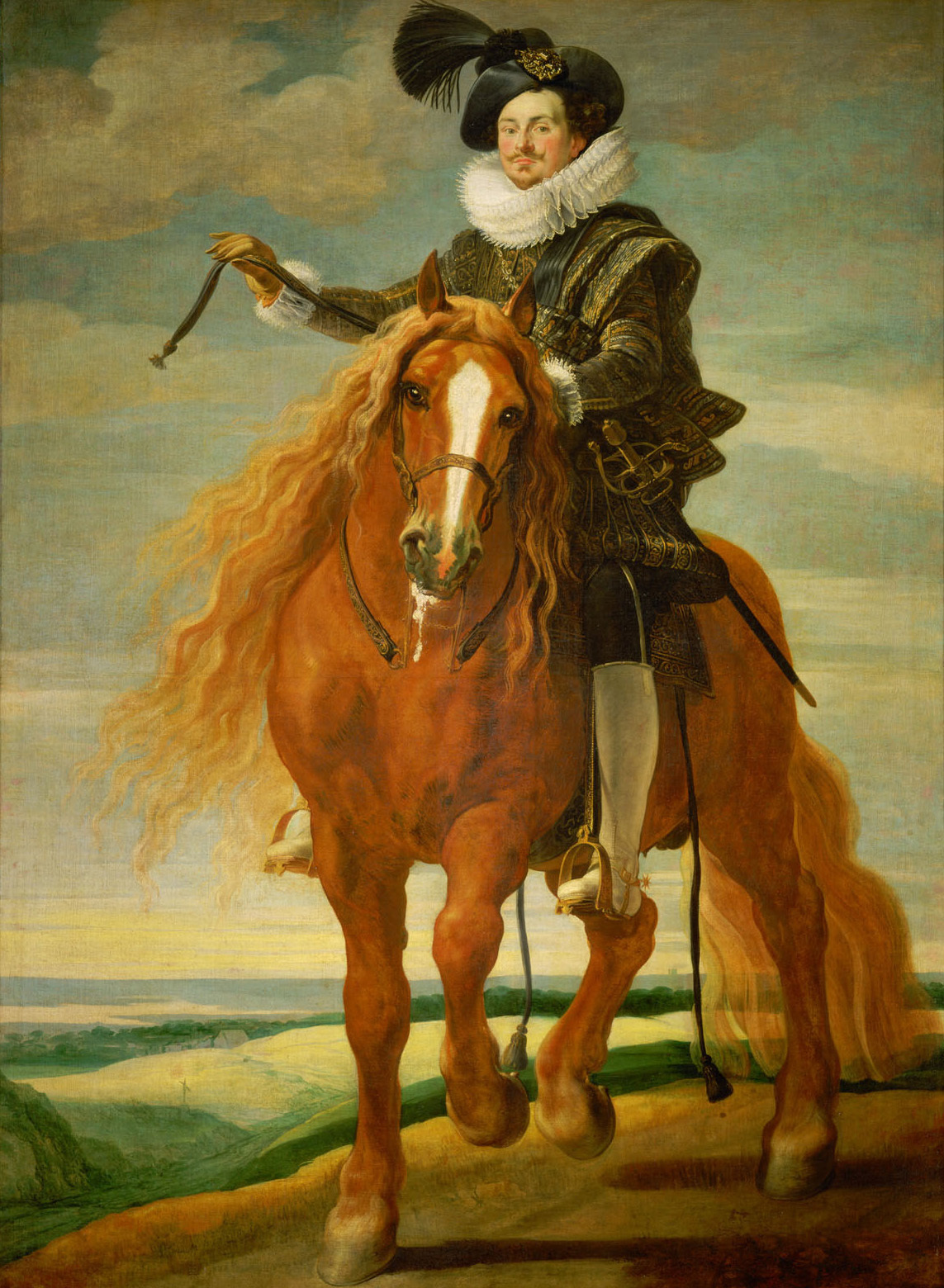
Гаспар де Крайєр. «Кінний портрет маркіза де Леганес», до 1628 року. Музей історії мистецтв, Відень
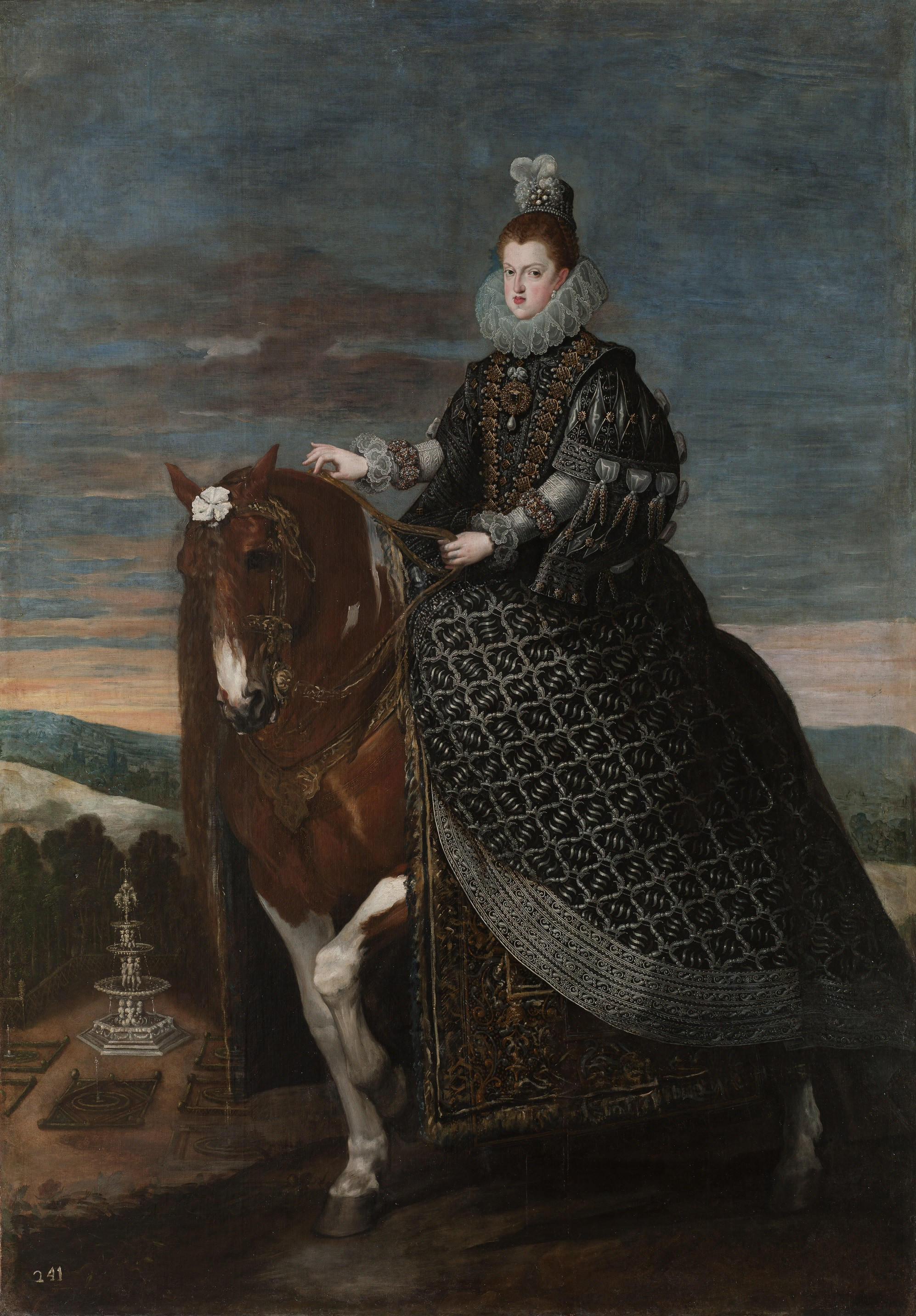
Дієго Веласкес. Іспанська королева Маргарита, дружина Філіпа ІІІ.
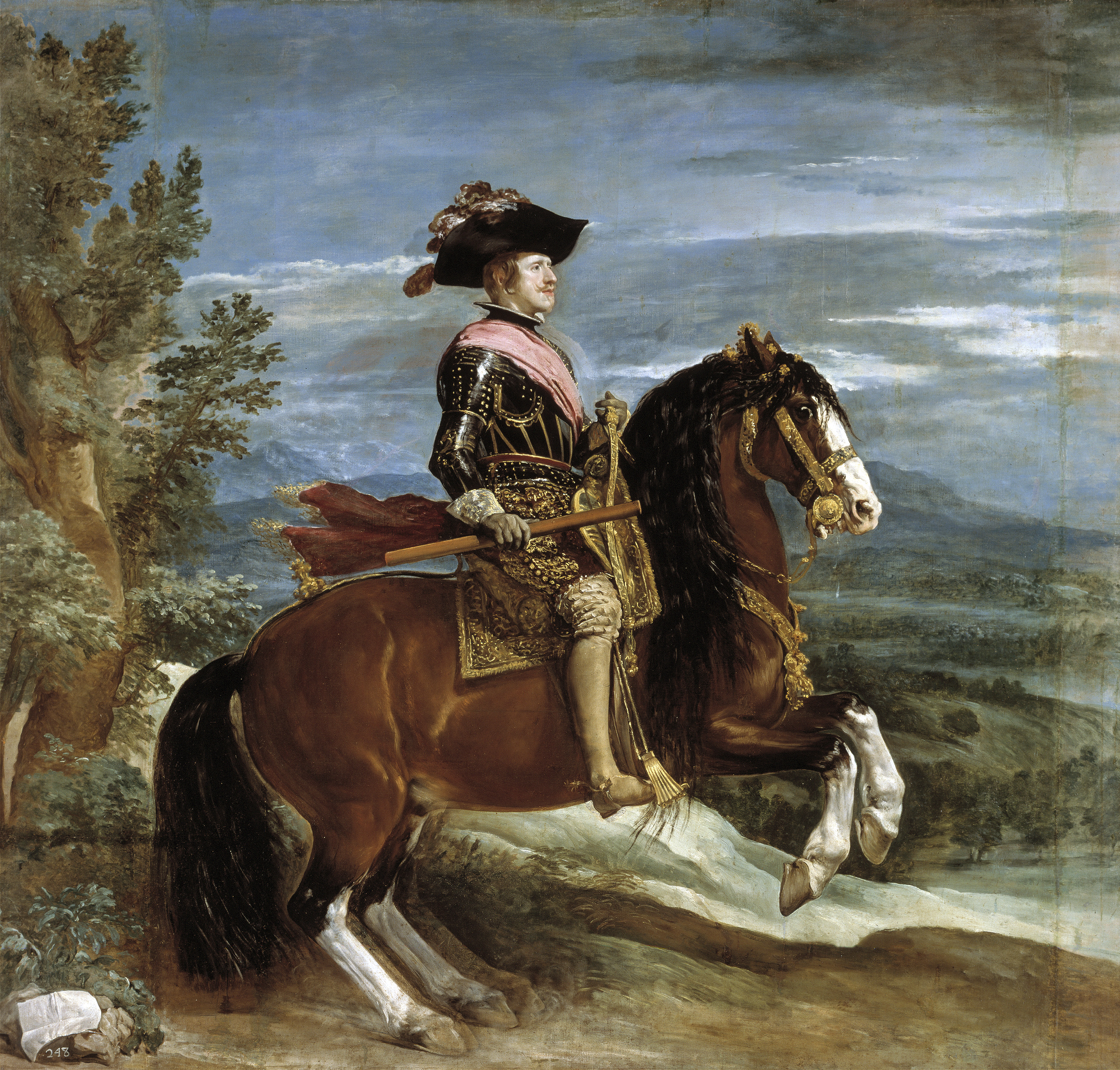
Дієго Веласкес, «Філіп IV верхи» 303,5 × 317,5 см, 1636 р., Національний музей Прадо, Мадрид

## Впливи іспанського парадного портрета

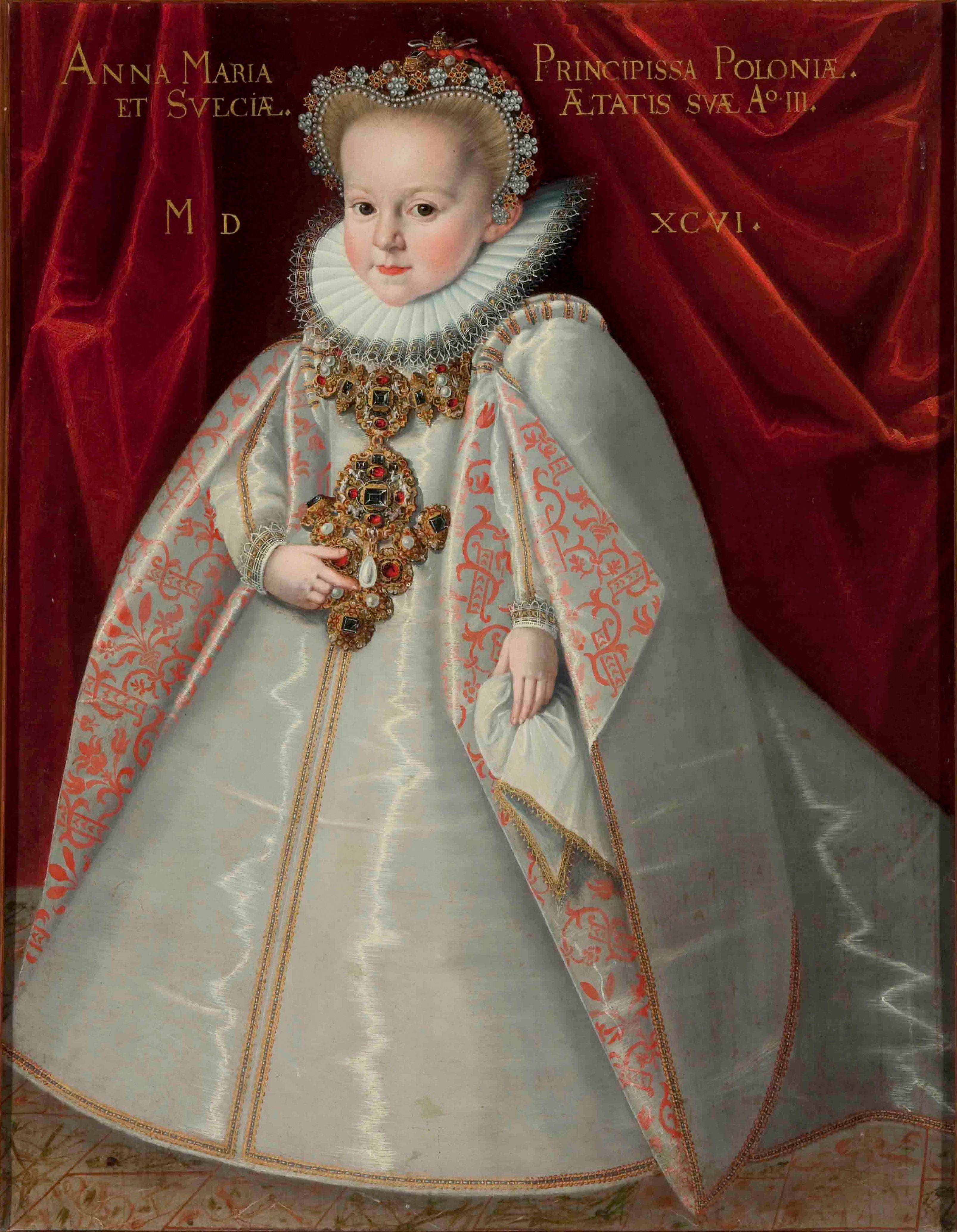
Мартин Кобер. «Принцеса Анна Марія Ваза», донька польського короля Сігізмунда ІІІ, 1596 р.
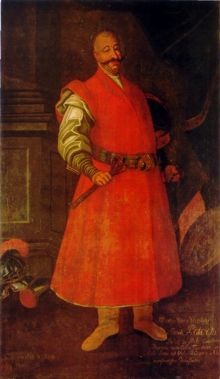
Яків Калинович (?). Портрет Миколи Василя Потоцького, 1771 р., Львівська галерея мистецтв

## Обрані твори (галерея)

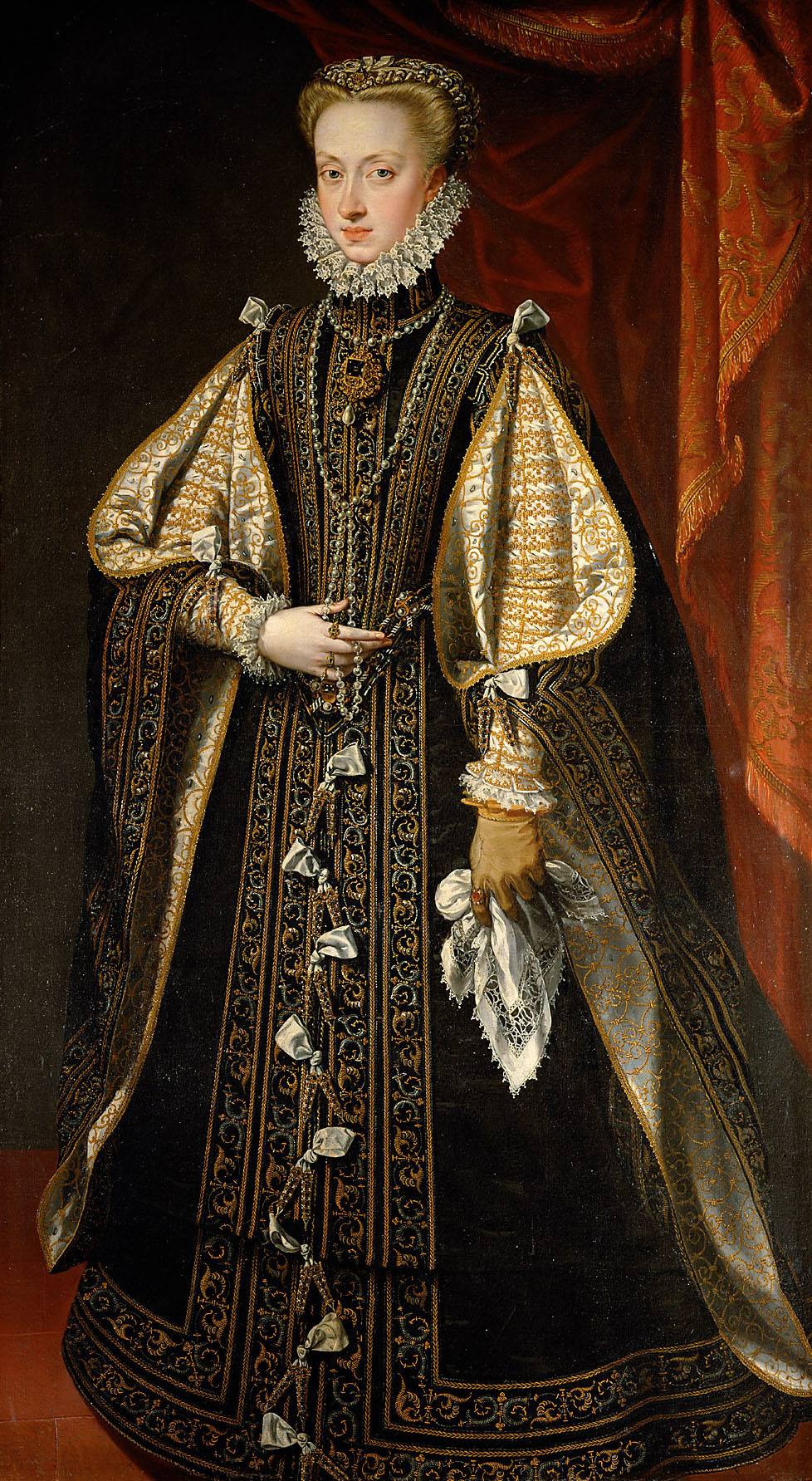
Худ. Алонсо Санчес Коельо (Alonso Sánchez Coello), «Анна Австрійська», дружина короля Філіпа ІІ Габсбурга.
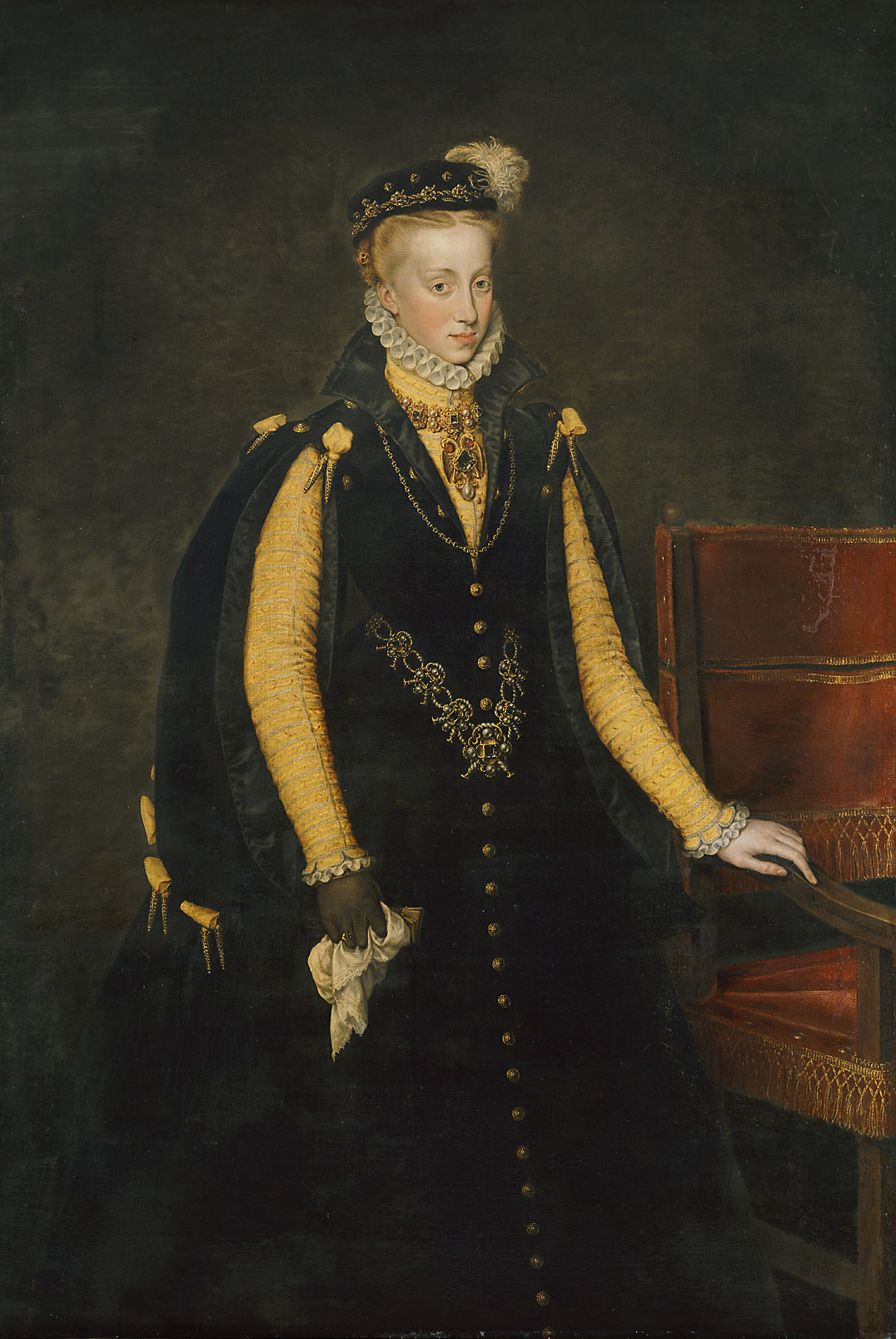
Худ. Антоніс Мор (Antonis Mor).«Анна Австрійська», дружина короля Філіпа ІІ Габсбурга.